# Kanada az 1988. évi nyári olimpiai játékokon
Kanada a dél-koreai Szöulban megrendezett 1988. évi nyári olimpiai játékok egyik részt vevő nemzete volt. Az országot az olimpián 23 sportágban 330 sportoló képviselte, akik összesen 10 érmet szereztek.

## Érmesek
| Érem  | Versenyző                                                                       | Sportág       | Versenyszám                  |
| ----- | ------------------------------------------------------------------------------- | ------------- | ---------------------------- |
| Arany | Lennox Lewis                                                                    | Ökölvívás     | Szupernehézsúly              |
| Arany | Carolyn Waldo                                                                   | Szinkronúszás | Egyéni                       |
| Arany | Michelle Cameron Carolyn Waldo                                                  | Szinkronúszás | Páros                        |
| Ezüst | Egerton Marcus                                                                  | Ökölvívás     | Középsúly                    |
| Ezüst | Mark Tewksbury Victor Davis Tom Ponting Sandy Goss                              | Úszás         | Férfi 4 × 100 m vegyes váltó |
| Bronz | Dave Steen                                                                      | Atlétika      | Férfi tízpróba               |
| Bronz | Cindy Neale-Ishoy Ashley Nicoll-Holzer Gina Smith Eva-Maria Pracht              | Lovaglás      | Csapat díjlovaglás           |
| Bronz | Ray Downey                                                                      | Ökölvívás     | Nagyváltósúly                |
| Bronz | Lori Melien Allison Higson Jane Kerr Andrea Nugent Keltie Duggan Patricia Noall | Úszás         | Női 4 × 100 m vegyes váltó   |
| Bronz | Frank McLaughlin John Millen                                                    | Vitorlázás    | Soling                       |

## Asztalitenisz
Férfi
| Versenyző             | Versenyszám | Csoportkör | Csoportkör | Nyolcaddöntő      | Negyeddöntő       | Elődöntő          | Döntő             | Helyezés |
| Versenyző             | Versenyszám | Ellenfél Eredmény | Hely.      | Ellenfél Eredmény | Ellenfél Eredmény | Ellenfél Eredmény | Ellenfél Eredmény | Helyezés |
| --------------------- | ----------- | --- | ---------- | ----------------- | ----------------- | ----------------- | ----------------- | -------- |
| Joe Ng                | Egyes       | G csoport · Jindřich Panský (TCH) · 0:3 · Carl Prean (GBR) · 1:3 · Vong Vong Ju (HKG) · 2:3 · Mourad Sta (TUN) · 3:0 · Mario Álvarez (DOM) · 3:0 · Ju Namgju (Yu Nam-Gyu) (KOR) · 0:3 · Leszek Kucharski (POL) · 2:3 | 6.         | kiesett           | kiesett           | kiesett           | kiesett           | 41.      |
| Joe Ng Horatio Pintea | Páros       | C csoport · Franciaország (FRA) · Jean-Philippe Gatien · Patrick Birocheau · 2:0 · Nigéria (NGR) · Atanda Musa · Titus Omotara · 2:0 · Szovjetunió (URS) · Andrej Mazunov · Borisz Rozenberh · 2:0 · Kína (CHN) · Csiang Csia-liang (Jiang Jialiang) · Hszü Ceng-caj (Xu Zengcai) · 0:2 · Jugoszlávia (YUG) · Ilija Lupulesku · Zoran Primorac · 0:2 · Tajvan (TPE) · Huang Huj-csie (Huang Huei-Chieh) · Vu Ven-csia (Wu Wen-Chia) · 0:2 · Mauritius (MRI) · Alain Choo Choy · Gilany Hosnani · 2:0 | 4.         |                   | kiesett           | kiesett           | kiesett           | 13.      |

Női
| Versenyző        | Versenyszám | Csoportkör | Csoportkör | Nyolcaddöntő      | Negyeddöntő       | Elődöntő          | Döntő             | Helyezés |
| Versenyző        | Versenyszám | Ellenfél Eredmény | Hely.      | Ellenfél Eredmény | Ellenfél Eredmény | Ellenfél Eredmény | Ellenfél Eredmény | Helyezés |
| ---------------- | ----------- | --- | ---------- | ----------------- | ----------------- | ----------------- | ----------------- | -------- |
| Mariann Domonkos | Egyes       | A csoport · Olena Kovtun (URS) · 0:3 · Blanca Alejo (DOM) · 3:0 · Diana Gee (USA) · 3:2 · Csiao Cse-min (Jiao Zhimin) (CHN) · 1:3 · Urbán Edit (HUN) · 0:3 | 4.         | kiesett           | kiesett           | kiesett           | kiesett           | 25.      |

## Atlétika
Férfi
| Versenyző                                                                | Versenyszám     | Előfutam      | Előfutam      | Előfutam      | Negyeddöntő | Negyeddöntő | Negyeddöntő | Elődöntő | Elődöntő | Elődöntő | Döntő    | Döntő    |
| Versenyző                                                                | Versenyszám     | Idő           | Hely.         | Össz.         | Idő         | Hely.       | Össz.       | Idő      | Hely.    | Össz.    | Idő      | Helyezés |
| ------------------------------------------------------------------------ | --------------- | ------------- | ------------- | ------------- | ----------- | ----------- | ----------- | -------- | -------- | -------- | -------- | -------- |
| Desai Williams                                                           | 100 m           | 10,24         | 1.            | 4.            | 10,16       | 1.          | 4.*         | 10,24    | 4.       | 6.*      | 10,11    | 5.*      |
| Ben Johnson                                                              | 100 m           | kizárták      | kizárták      | kizárták      | kizárták    | kizárták    | kizárták    | kizárták | kizárták | kizárták | kizárták | kizárták |
| Atlee Mahorn                                                             | 200 m           | 20,55         | 1.            | 1.*           | 20,59       | 2.          | 7.          | 20,43    | 3.       | 5.       | 20,39    | 5.       |
| Cyprian Enweani                                                          | 200 m           | 20,65         | 1.            | 3.*           | 20,62       | 3.          | 9.          | 20,57    | 5.       | 9.       | kiesett  | kiesett  |
| Courtney Brown                                                           | 200 m           | 21,45         | 3.            | 35.*          | 21,18       | 7.          | 28.         | kiesett  | kiesett  | kiesett  | kiesett  | kiesett  |
| Anton Skerritt                                                           | 400 m           | 46,64         | 3.            | 27.           | 46,08       | 6.          | 26.         | kiesett  | kiesett  | kiesett  | kiesett  | kiesett  |
| Simon Hoogewerf                                                          | 800 m           | 1:49,76       | 2.            | 39.           | 1:45,99     | 2.          | 7.          | 1:47,30  | 7.       | 15.      | kiesett  | kiesett  |
| Paul Osland                                                              | 800 m           | 1:47,16       | 5.            | 8.*           | 1:48,02     | 6.          | 28.         | kiesett  | kiesett  | kiesett  | kiesett  | kiesett  |
| Dave Campbell                                                            | 1500 m          | 3:42,97       | 7.            | 28.           |             |             |             | kiesett  | kiesett  | kiesett  | kiesett  | kiesett  |
| Doug Consiglio                                                           | 1500 m          | 3:55,31       | 13.           | 51.           |             |             |             | kiesett  | kiesett  | kiesett  | kiesett  | kiesett  |
| Carey Nelson                                                             | 5000 m          | 14:15,94      | 12.           | 42.           |             |             |             | kiesett  | kiesett  | kiesett  | kiesett  | kiesett  |
| Paul Williams                                                            | 5000 m          | 13:43,43      | 6.            | 6.            |             |             |             | 13:44,57 | 13.      | 26.      | kiesett  | kiesett  |
| Paul Williams                                                            | 10 000 m        | nem ért célba | nem ért célba | nem ért célba |             |             |             |          |          |          | kiesett  | kiesett  |
| Paul McCloy                                                              | 10 000 m        | 29:34,07      | 15.           | 30.           |             |             |             |          |          |          | kiesett  | kiesett  |
| Art Boileau                                                              | Maraton         |               |               |               |             |             |             |          |          |          | 2:18:20  | 28.      |
| Peter Maher                                                              | Maraton         |               |               |               |             |             |             |          |          |          | 2:24:49  | 46.      |
| Dave Edge                                                                | Maraton         |               |               |               |             |             |             |          |          |          | 2:32:19  | 67.      |
| Mark McKoy                                                               | 110 m gát       | 13,78         | 1.            | 8.*           | 13,56       | 2.          | 4.          | 13,54    | 3.       | 5.       | 13,61    | 7.       |
| Steve Kerho                                                              | 110 m gát       | nem ért célba | nem ért célba | nem ért célba | kiesett     | kiesett     | kiesett     | kiesett  | kiesett  | kiesett  | kiesett  | kiesett  |
| John Graham                                                              | 400 m gát       | 50,30         | 3.            | 16.           |             |             |             | 51,33    | 8.       | 15.      | kiesett  | kiesett  |
| Graeme Fell                                                              | 3000 m akadály  | 8:51,25       | 7.            | 25.           |             |             |             | 8:19,99  | 6.       | 13.      | 8:21,73  | 11.      |
| Guillaume LeBlanc                                                        | 20 km gyaloglás |               |               |               |             |             |             |          |          |          | 1:21:29  | 10.      |
| François Lapointe                                                        | 50 km gyaloglás |               |               |               |             |             |             |          |          |          | 3:48:15  | 14.      |
| Desai Williams Atlee Mahorn Cyprian Enweani Brian Morrison Andrew Mowatt | 4 × 100 m váltó | 39,41         | 1.            | 9.            |             |             |             | 38,94    | 4.       | 9.       | 38,93    | 7.       |
| John Graham Carl Folkes Paul Osland Anton Skerritt                       | 4 × 400 m váltó | 3:09,52       | 5.            | 16.           |             |             |             | 3:09,48  | 8.       | 15.      | kiesett  | kiesett  |

| Versenyző       | Versenyszám   | Selejtező                   | Selejtező | Döntő    | Döntő    |
| Versenyző       | Versenyszám   | Eredmény                    | Helyezés  | Eredmény | Helyezés |
| --------------- | ------------- | --------------------------- | --------- | -------- | -------- |
| Milt Ottey      | Magasugrás    | 222 cm                      | 17.       | kiesett  | kiesett  |
| Brian Marshall  | Magasugrás    | 222 cm                      | 19.       | kiesett  | kiesett  |
| Paul Just       | Rúdugrás      | 530 cm                      | 17.       | kiesett  | kiesett  |
| Bruny Surin     | Távolugrás    | 773 cm (holtverseny) 769 cm | 15.       | kiesett  | kiesett  |
| Glenroy Gilbert | Távolugrás    | 761 cm (holtverseny) 746 cm | 22.       | kiesett  | kiesett  |
| Ian James       | Távolugrás    | 752 cm                      | 25.       | kiesett  | kiesett  |
| Edrick Floréal  | Hármasugrás   | 16,11 m                     | 18.       | kiesett  | kiesett  |
| George Wright   | Hármasugrás   | 16,09 m                     | 19.       | kiesett  | kiesett  |
| Ray Lazdins     | Diszkoszvetés | 57,94 m                     | 21.       | kiesett  | kiesett  |
| Steve Feraday   | Gerelyhajítás | 73,32 m                     | 28.       | kiesett  | kiesett  |
| Mike Mahovlich  | Gerelyhajítás | 69,44 m                     | 31.       | kiesett  | kiesett  |

| Versenyző  | Versenyszám | 100 m | 100 m | Távolugrás | Távolugrás | Súlylökés | Súlylökés | Magasugrás | Magasugrás | 400 m | 400 m | 110 m gát | 110 m gát | Diszkoszvetés | Diszkoszvetés | Rúdugrás | Rúdugrás | Gerelyhajítás | Gerelyhajítás | 1500 m  | 1500 m | Végeredmény | Végeredmény |
| Versenyző  | Versenyszám | Idő   | Pont  | Eredmény   | Pont       | Eredmény  | Pont      | Eredmény   | Pont       | Idő   | Pont  | Idő       | Pont      | Eredmény      | Pont          | Eredmény | Pont     | Eredmény      | Pont          | Idő     | Pont   | Pont        | Helyezés    |
| ---------- | ----------- | ----- | ----- | ---------- | ---------- | --------- | --------- | ---------- | ---------- | ----- | ----- | --------- | --------- | ------------- | ------------- | -------- | -------- | ------------- | ------------- | ------- | ------ | ----------- | ----------- |
| Dave Steen | Tízpróba    | 11,18 | 821   | 744 cm     | 920        | 14,20 m   | 741       | 197 cm     | 776        | 48,29 | 895   | 14,81     | 873       | 43,66 m       | 739           | 520 cm   | 972      | 64,16 m       | 801           | 4:23,20 | 790    | 8328        |             |
| Mike Smith | Tízpróba    | 10,99 | 863   | 737 cm     | 903        | 13,61 m   | 704       | 197 cm     | 776        | 47,83 | 917   | 14,70     | 886       | 43,88 m       | 744           | 430 cm   | 702      | 66,54 m       | 837           | 4:28,97 | 751    | 8083        | 14.         |

Női
| Versenyző                                                                                      | Versenyszám     | Előfutam | Előfutam | Előfutam | Negyeddöntő | Negyeddöntő | Negyeddöntő | Elődöntő | Elődöntő | Elődöntő | Döntő         | Döntő         |
| Versenyző                                                                                      | Versenyszám     | Idő      | Hely.    | Össz.    | Idő         | Hely.       | Össz.       | Idő      | Hely.    | Össz.    | Idő           | Helyezés      |
| ---------------------------------------------------------------------------------------------- | --------------- | -------- | -------- | -------- | ----------- | ----------- | ----------- | -------- | -------- | -------- | ------------- | ------------- |
| Angela Bailey                                                                                  | 100 m           | 11,61    | 3.       | 30.      | 11,29       | 5.          | 18.         | kiesett  | kiesett  | kiesett  | kiesett       | kiesett       |
| Angella Taylor-Issajenko                                                                       | 100 m           | 11,42    | 3.       | 20.      | 11,27       | 5.          | 17.         | kiesett  | kiesett  | kiesett  | kiesett       | kiesett       |
| Julie Rocheleau-Baumann                                                                        | 100 m           | 11,60    | 5.       | 29.      | 11,75       | 8.          | 31.*        | kiesett  | kiesett  | kiesett  | kiesett       | kiesett       |
| Julie Rocheleau-Baumann                                                                        | 100 m gát       | 13,07    | 2.       | 9.       | 12,90       | 4.          | 8.          | 12,91    | 3.       | 6.       | 12,99         | 6.            |
| Jill Richardson-Briscoe                                                                        | 400 m           | 53,06    | 4.       | 22.      | 52,33       | 4.          | 19.*        | 49,91    | 5.       | 7.       | kiesett       | kiesett       |
| Marita Payne Wiggins                                                                           | 400 m           | 52,70    | 2.       | 15.      | 51,73       | 2.          | 11.         | 50,29    | 7.       | 10.      | kiesett       | kiesett       |
| Charmaine Crooks                                                                               | 400 m           | 53,58    | 3.       | 29.      | 51,64       | 4.          | 10.         | 51,63    | 7.       | 15.      | kiesett       | kiesett       |
| Mary Burzminski                                                                                | 800 m           | 2:02,85  | 5.       | 17.      |             |             |             | kiesett  | kiesett  | kiesett  | kiesett       | kiesett       |
| Renée Belanger                                                                                 | 800 m           | 2:04,74  | 6.       | 23.      |             |             |             | kiesett  | kiesett  | kiesett  | kiesett       | kiesett       |
| Lynn Williams                                                                                  | 1500 m          | 4:04,20  | 4.       | 4.       |             |             |             |          |          |          | 4:00,86       | 5.            |
| Lynn Williams                                                                                  | 3000 m          | 8:48,70  | 4.       | 13.      |             |             |             |          |          |          | 8:38,43       | 8.            |
| Debbie Scott-Bowker                                                                            | 1500 m          | 4:07,06  | 2.       | 10.      |             |             |             |          |          |          | 4:17,95       | 12.           |
| Debbie Scott-Bowker                                                                            | 3000 m          | 8:43,81  | 3.       | 3.       |             |             |             |          |          |          | 9:11,95       | 15.           |
| Angela Chalmers                                                                                | 1500 m          | 4:08,64  | 8.       | 17.      |             |             |             |          |          |          | kiesett       | kiesett       |
| Angela Chalmers                                                                                | 3000 m          | 8:48,60  | 3.       | 12.      |             |             |             |          |          |          | 9:04,75       | 14.           |
| Sue French-Lee                                                                                 | 10 000 m        | 31:51,42 | 5.       | 5.       |             |             |             |          |          |          | 31:50,51      | 8.            |
| Nancy Tinari                                                                                   | 10 000 m        | 32:16,27 | 7.       | 20.      |             |             |             |          |          |          | 32:14,05      | 13.           |
| Carole Rouillard                                                                               | 10 000 m        | 32:09,08 | 10.      | 10.      |             |             |             |          |          |          | 32:41,43      | 16.           |
| Odette Lapierre                                                                                | Maraton         |          |          |          |             |             |             |          |          |          | 2:30:56       | 11.           |
| Lizanne Bussières                                                                              | Maraton         |          |          |          |             |             |             |          |          |          | 2:35:03       | 26.           |
| Ellen Rochefort                                                                                | Maraton         |          |          |          |             |             |             |          |          |          | 2:36:44       | 31.           |
| Rosey Edeh                                                                                     | 400 m gát       | 56,59    | 5.       | 22.      |             |             |             | kiesett  | kiesett  | kiesett  | kiesett       | kiesett       |
| Chris Slythe-Wynn                                                                              | 400 m gát       | 58,00    | 6.       | 27.      |             |             |             | kiesett  | kiesett  | kiesett  | kiesett       | kiesett       |
| Angela Bailey Angela Phipps Angella Taylor-Issajenko Katie Anderson                            | 4 × 100 m váltó | 43,92    | 3.       | 8.*      |             |             |             | 43,82    | 5.       | 11.      | kiesett       | kiesett       |
| Charmaine Crooks Molly Killingbeck Marita Payne Wiggins Jill Richardson-Briscoe Esmie Lawrence | 4 × 400 m váltó | 3:27,63  | 2.       | 5.       |             |             |             |          |          |          | nem ért célba | nem ért célba |

| Versenyző        | Versenyszám   | Selejtező             | Selejtező             | Döntő    | Döntő    |
| Versenyző        | Versenyszám   | Eredmény              | Helyezés              | Eredmény | Helyezés |
| ---------------- | ------------- | --------------------- | --------------------- | -------- | -------- |
| Tracy Smith      | Távolugrás    | érvényes ugrás nélkül | érvényes ugrás nélkül | kiesett  | kiesett  |
| Céline Chartrand | Gerelyhajítás | 54,10 m               | 27.                   | kiesett  | kiesett  |

* - egy másik versenyzővel azonos eredményt ért el

## Birkózás
Kötöttfogású
| Versenyző      | Versenyszám | Vigaszágas kiesés                                                                                                | Vigaszágas kiesés | Helyosztók        | Helyosztók        | Bronz- mérkőzés   | Döntő             | Helyezés    |
| Versenyző      | Versenyszám | Vigaszágas kiesés                                                                                                | Vigaszágas kiesés | 7. helyért        | 5. helyért        | Bronz- mérkőzés   | Döntő             | Helyezés    |
| Versenyző      | Versenyszám | Ellenfél Eredmény                                                                                                | Hely.             | Ellenfél Eredmény | Ellenfél Eredmény | Ellenfél Eredmény | Ellenfél Eredmény | Helyezés    |
| -------------- | ----------- | --- | ----------------- | ----------------- | ----------------- | ----------------- | ----------------- | ----------- |
| Doug Yeats     | 68 kg       | B csoport · Levon Dzsulfalakjan (URS) · 0–15 · Petrică Cărare (ROU) · passzivitás                                | 12.               | kiesett           | kiesett           | kiesett           | kiesett           | helyezetlen |
| Doug Cox       | 90 kg       | B csoport · Andreas Steinbach (FRG) · 0–16 · Mike Foy (USA) · kétvállas                                          | 9.                | kiesett           | kiesett           | kiesett           | kiesett           | helyezetlen |
| Steve Marshall | 100 kg      | A csoport · Juha Ahokas (FIN) · passzivitás · Andrzej Wroński (POL) · 0–2 · Dennis Koslowski (USA) · passzivitás | 6.                | kiesett           | kiesett           | kiesett           | kiesett           | helyezetlen |
| Daniel Payne   | 130 kg      | B csoport · Rangel Gerovszki (BUL) · passzivitás · Roman Wrocławski (POL) · kétvállas                            | 6.                | kiesett           | kiesett           | kiesett           | kiesett           | helyezetlen |

Szabadfogású
| Versenyző             | Versenyszám | Vigaszágas kiesés | Vigaszágas kiesés | Helyosztók                     | Helyosztók                    | Bronz- mérkőzés   | Döntő             | Helyezés    |
| Versenyző             | Versenyszám | Vigaszágas kiesés | Vigaszágas kiesés | 7. helyért                     | 5. helyért                    | Bronz- mérkőzés   | Döntő             | Helyezés    |
| Versenyző             | Versenyszám | Ellenfél Eredmény | Hely.             | Ellenfél Eredmény              | Ellenfél Eredmény             | Ellenfél Eredmény | Ellenfél Eredmény | Helyezés    |
| --------------------- | ----------- | --- | ----------------- | ------------------------------ | ----------------------------- | ----------------- | ----------------- | ----------- |
| Christopher Woodcroft | 52 kg       | A csoport · Volodimir Tohuzov (URS) · 0–16 · Majid Torkan (IRI) · kétvállas | 10.               | kiesett                        | kiesett                       | kiesett           | kiesett           | helyezetlen |
| Lawrence Holmes       | 57 kg       | A csoport · Dariusz Grzywiński (POL) · 4–3 · Vinod Kumar (IND) · 3–6 · Jürgen Scheibe (FRG) · 8–6 · Nagy Béla (HUN) · kétvállas | 5.                | kiesett                        | kiesett                       | kiesett           | kiesett           | helyezetlen |
| Gary Bohay            | 62 kg       | B csoport · Li Hszien-csi (Li Xianji) (CHN) · 15–10 · François Yinga (CMR) · kétvállas · Selman Kaygusuz (TUR) · 6–5 · Akbar Fallah (IRI) · 1–6 · Sztepan Szargszjan (URS) · 1–8                                                                          | 4.                | Giovanni Schillaci (ITA) · 0–5 |                               |                   |                   | 8.          |
| David McKay           | 68 kg       | B csoport · Muneir Al-Masri (JOR) · 15–0 · Gérard Sartoro (FRA) · 7–1 · Cris Brown (AUS) · 1–7 · Fevzi Şeker (TUR) · 9–7 · Alexander Leipold (FRG) · 11–7 · Nate Carr (USA) · 0–9 · a 7. fordulóban erőnyerő · Pak Csangszun (Park Jang-Sun) (KOR) · 4–13 | 3.                |                                | Jukka Rauhala (FIN) · 4–1     |                   |                   | 5.          |
| Gary Holmes           | 74 kg       | B csoport · Salem Ould Habib (MTN) · 15–0 · Eusebio Serna (ESP) · 16–0 · Bruno Beudet (FRA) · 6–4 · Jun Gjongdzse (Yun Gyeong-Jae) (KOR) · 4–7 · Kenny Monday (USA) · 0–6                                                                                 | 6.                | kiesett                        | kiesett                       | kiesett           | kiesett           | helyezetlen |
| Chris Rinke           | 82 kg       | A csoport · Han Mjongu (Han Myeong-U) (KOR) · 2–6 · Pierre-Didier Jollien (SUI) · 10–1 · Ahmed Afghan (IRI) · 7–6 · Jozef Lohyňa (TCH) · 0–10 | 7.                | kiesett                        | kiesett                       | kiesett           | kiesett           | helyezetlen |
| Doug Cox              | 90 kg       | A csoport · Jim Scherr (USA) · 7–10 · Subhash Verma (IND) · 0–15 | 10.               | kiesett                        | kiesett                       | kiesett           | kiesett           | helyezetlen |
| Clark Davis           | 100 kg      | A csoport · az 1. fordulóban erőnyerő · Cso Bjongon (Jo Byeong-On) (KOR) · 2–6 · Boldyn Javkhlantögs (MGL) · 3–8 | 5.                | kiesett                        | kiesett                       | kiesett           | kiesett           | helyezetlen |
| Daniel Payne          | 130 kg      | A csoport · Navind Ramsaran (MRI) · kétvállas · Jesús Montesdeoca (ESP) · passzivitás · Adam Sandurski (POL) · 3–4 · Andreas Schröder (GDR) · 3–15 | 3.                |                                | Atanasz Atanaszov (BUL) · 3–8 |                   |                   | 6.          |

## Cselgáncs
| Versenyző       | Versenyszám  | Csoport | Selejtező                         | 32-es főtábla                                          | Nyolcaddöntő                         | Negyeddöntő                       | Elődöntő          | Vigaszág nyolcaddöntő | Vigaszág negyeddöntő | Vigaszág elődöntő                       | Bronz- mérkőzés                 | Döntő             | Helyezés |
| Versenyző       | Versenyszám  | Csoport | Ellenfél Eredmény                 | Ellenfél Eredmény                                      | Ellenfél Eredmény                    | Ellenfél Eredmény                 | Ellenfél Eredmény | Ellenfél Eredmény     | Ellenfél Eredmény    | Ellenfél Eredmény                       | Ellenfél Eredmény               | Ellenfél Eredmény | Helyezés |
| --------------- | ------------ | ------- | --------------------------------- | ------------------------------------------------------ | ------------------------------------ | --------------------------------- | ----------------- | --------------------- | -------------------- | --------------------------------------- | ------------------------------- | ----------------- | -------- |
| Phil Takahashi  | Légsúly      | A       | erőnyerő                          | Ali Idir (ALG) · 0000–1010                             | kiesett                              | kiesett                           | kiesett           |                       |                      |                                         |                                 |                   | 20.      |
| Craig Weldon    | Harmatsúly   | A       | Udo Quellmalz (GDR) · 0000–0010   | kiesett                                                | kiesett                              | kiesett                           | kiesett           |                       |                      |                                         |                                 |                   | 34.      |
| Glenn Beauchamp | Könnyűsúly   | A       | Adel Al-Najadah (KUW) · 1001–0000 | Mohamed Moslih (YAR) · 1010–0000                       | Mike Swain (USA) · 0000–0000 (bírói) | kiesett                           | kiesett           |                       |                      |                                         |                                 |                   | 13.      |
| Kevin Doherty   | Váltósúly    | B       | erőnyerő                          | An Bjonggun (An Byeong-Geun) (KOR) · 0000 (bírói)–0000 | Lam Lap Hing (HKG) · 1000–0000       | Waldemar Legień (POL) · 0000–0101 |                   |                       |                      | Gastón García (ARG) · 0000 (bírói)–0000 | Basir Varajev (URS) · 0000–1000 |                   | 5.       |
| Louis Jani      | Középsúly    | A       | erőnyerő                          | Bill Vincent (NZL) · 0000–1000                         | kiesett                              | kiesett                           | kiesett           |                       |                      |                                         |                                 |                   | 19.      |
| Joseph Meli     | Félnehézsúly | B       |                                   | erőnyerő                                               | Juri Fazi (ITA) · 0000–0001          | kiesett                           | kiesett           |                       |                      |                                         |                                 |                   | 12.      |

## Evezés
Férfi
| Versenyző | Versenyszám              | Előfutam | Előfutam | Vigaszág | Vigaszág | Elődöntő | Elődöntő | Döntő   | Döntő   | Döntő   | Helyezés    |
| Versenyző | Versenyszám              | Idő      | Hely.    | Idő      | Hely.    | Idő      | Hely.    | Típus   | Idő     | Hely.   | Helyezés    |
| --- | ------------------------ | -------- | -------- | -------- | -------- | -------- | -------- | ------- | ------- | ------- | ----------- |
| Gordon Henry | Egypárevezős             | 7:51,83  | 5.       | 7:37,48  | 5.       | kiesett  | kiesett  | kiesett | kiesett | kiesett | helyezetlen |
| Bruce Ford Pat Walter                                                                                               | Kétpárevezős             | 6:29,94  | 4.       | 6:46,55  | 3.       | 6:37,95  | 5.       | B       | 7:07,31 | 4.      | 10.         |
| Don Dickison David Johnson                                                                                          | Kormányos nélküli kettes | 6:57,59  | 6.       | 7:13,07  | 5.       |          |          | kiesett | kiesett | kiesett | helyezetlen |
| Ian McKerlich Pat Newman Dave Ross                                                                                  | Kormányos kettes         | 7:25,16  | 4.       | 1:44,75  | 3.       | 7:06,21  | 5.       | B       | 7:18,89 | 4.      | 10.         |
| Paul Douma Doug Hamilton Mel LaForme Robert Mills                                                                   | Négypárevezős            | 5:54,01  | 3.       | erőnyerő | erőnyerő | 6:00,55  | 6.       | B       | 5:58,06 | 3.      | 9.          |
| Darby Berkhout Gordon Henry John Ossowski Bruce Robertson Raymond Collier                                           | Kormányos nélküli négyes | 6:22,42  | 4.       | 6:16,88  | 2.       | 6:22,35  | 6.       | B       | 6:16,74 | 5.      | 11.         |
| Harold Backer John Houlding Robert Marland Terry Paul Brian Saunderson                                              | Kormányos négyes         | 6:15,21  | 5.       | 6:33,05  | 3.       | 6:17,36  | 6.       | B       | 6:44,95 | 3.      | 9.          |
| Don Telfer Kevin Neufeld Jason Dorland Andy Crosby Paul Steele Grant Main Jamie Schaffer John Wallace Brian McMahon | Nyolcas                  | 5:36,81  | 2.       | 5:37,06  | 2.       |          |          | A       | 5:54,26 | 6.      | 6.          |

Női
| Versenyző                                                                         | Versenyszám              | Előfutam | Előfutam | Vigaszág | Vigaszág | Elődöntő | Elődöntő | Döntő | Döntő   | Döntő | Helyezés |
| Versenyző                                                                         | Versenyszám              | Idő      | Hely.    | Idő      | Hely.    | Idő      | Hely.    | Típus | Idő     | Hely. | Helyezés |
| --------------------------------------------------------------------------------- | ------------------------ | -------- | -------- | -------- | -------- | -------- | -------- | ----- | ------- | ----- | -------- |
| Heather Hattin                                                                    | Egypárevezős             | 8:15,04  | 3.       | erőnyerő | erőnyerő | 7:56,97  | 4.       | B     | 8:08,69 | 4.    | 10.      |
| Silken Laumann Kay Worthington                                                    | Kétpárevezős             | 7:46,89  | 5.       | 7:36,80  | 3.       |          |          | B     | 8:03,56 | 1.    | 7.       |
| Kirsten Barnes Sarah Ann Ogilvie                                                  | Kormányos nélküli kettes | 8:09,51  | 3.       | 8:11,49  | 3.       |          |          | B     | 8:09,10 | 1.    | 7.       |
| Heather Clarke Tricia Smith Lesley Thompson-Willie Jane Tregunno Jennifer Walinga | Kormányos négyes         | 7:31,02  | 4.       | 7:29,71  | 3.       |          |          | B     | 7:19,86 | 1.    | 7.       |

## Gyeplabda

### Férfi
| Kanadai férfi gyeplabdacsapat-játékoskeret                                                                                                   | Kanadai férfi gyeplabdacsapat-játékoskeret                                                                             |
| --- | --- |
| - Ross Rutledge - Hargurnek Singh Sandhu - Richard Albert - Patrick Burrows - Paul Chohan - Chris Gifford - Wayne Grimmer - Ranjit Singh Rai | - Peter Milkovich - Trevor Porritt - Ian Bird - Douglas Harris - Michael Muller - Pat Caruso - Ajay Dubé - Ken Goodwin |

#### Eredmények
Csoportkör
B csoport
| Csapat               | M | Gy | D | V | G+ | G– | Gk  | P |
| -------------------- | - | -- | - | - | -- | -- | --- | - |
| NSZK (FRG)           | 5 | 4  | 1 | 0 | 13 | 3  | +10 | 9 |
| Nagy-Britannia (GBR) | 5 | 3  | 1 | 1 | 12 | 5  | +7  | 7 |
| India (IND)          | 5 | 2  | 1 | 2 | 9  | 7  | +2  | 5 |
| Szovjetunió (URS)    | 5 | 2  | 1 | 2 | 5  | 10 | –5  | 5 |
| Dél-Korea (KOR)      | 5 | 0  | 2 | 3 | 5  | 10 | –5  | 2 |
| Kanada (CAN)         | 5 | 0  | 2 | 3 | 3  | 12 | –9  | 2 |

| 1988. szeptember 18. | NSZK (FRG) | 3–1 | Kanada (CAN) |  |
| 1988. szeptember 18. | (2–1)      |     |              |  |

| 1988. szeptember 20. | Nagy-Britannia (GBR) | 3–0 | Kanada (CAN) |  |
| 1988. szeptember 20. | (1–0)                |     |              |  |

| 1988. szeptember 22. | Szovjetunió (URS) | 0–0 | Kanada (CAN) |  |
| 1988. szeptember 22. |                   |     |              |  |

| 1988. szeptember 24. | Kanada (CAN) | 1–5 | India (IND) |  |
| 1988. szeptember 24. | (1–3)        |     |             |  |

| 1988. szeptember 26. | Kanada (CAN) | 1–1 | Dél-Korea (KOR) |  |
| 1988. szeptember 26. | (1–1)        |     |                 |  |

A 9–12. helyért
| 1988. szeptember 28. | Spanyolország (ESP) | 2–0 | Kanada (CAN) |  |
| 1988. szeptember 28. | (1–0)               |     |              |  |

A 11. helyért
| 1988. szeptember 29. | Kanada (CAN) | 3–1 | Kenya (KEN) |  |
| 1988. szeptember 29. | (3–0)        |     |             |  |

| Csapat       | Helyezés |
| ------------ | -------- |
| Kanada (CAN) | 11.      |

### Női
| Kanadai női gyeplabdacsapat-játékoskeret                                                                    | Kanadai női gyeplabdacsapat-játékoskeret                                                                          |
| --- | --- |
| - Sharon Bayes - Wendy Baker - Debra Lee Covey - Lisa Lyn - Laura Branchaud - Sandra Levy - Kathryn Johnson | - Shona Schleppe - Mary Conn - Liz Czenczek - Sheila Forshaw - Nancy Charlton - Sara Ballantyne - Sharon Creelman |

#### Eredmények
Csoportkör
B csoport
| Csapat           | M | Gy | D | V | G+ | G– | Gk | P |
| ---------------- | - | -- | - | - | -- | -- | -- | - |
| Dél-Korea (KOR)  | 3 | 2  | 1 | 0 | 12 | 7  | +5 | 5 |
| Ausztrália (AUS) | 3 | 1  | 2 | 0 | 7  | 6  | +1 | 4 |
| NSZK (FRG)       | 3 | 1  | 0 | 2 | 3  | 6  | –3 | 2 |
| Kanada (CAN)     | 3 | 0  | 1 | 2 | 3  | 6  | –3 | 1 |

| 1988. szeptember 21. | Ausztrália (AUS) | 1–1 | Kanada (CAN) |  |
| 1988. szeptember 21. | (0–1)            |     |              |  |

| 1988. szeptember 23. | Dél-Korea (KOR) | 3–1 | Kanada (CAN) |  |
| 1988. szeptember 23. | (2–1)           |     |              |  |

| 1988. szeptember 25. | Kanada (CAN) | 1–2 | NSZK (FRG) |  |
| 1988. szeptember 25. | (0–1)        |     |            |  |

Az 5–8. helyért
| 1988. szeptember 27. | Argentína (ARG) | 1–3 | Kanada (CAN) |  |
| 1988. szeptember 27. | (0–1, 1–1, 1–2) |     |              |  |

Az 5. helyért
| 1988. szeptember 29. | NSZK (FRG) | 4–2 | Kanada (CAN) |  |
| 1988. szeptember 29. | (1–1)      |     |              |  |

| Csapat       | Helyezés |
| ------------ | -------- |
| Kanada (CAN) | 6.       |

## Íjászat
Férfi
| Versenyző                                   | Versenyszám | Selejtező | Selejtező | Nyolcaddöntő | Nyolcaddöntő | Negyeddöntő | Negyeddöntő | Elődöntő | Elődöntő | Döntő   | Döntő    |
| Versenyző                                   | Versenyszám | Pont      | Hely.     | Pont         | Hely.        | Pont        | Hely.       | Pont     | Hely.    | Pont    | Helyezés |
| ------------------------------------------- | ----------- | --------- | --------- | ------------ | ------------ | ----------- | ----------- | -------- | -------- | ------- | -------- |
| John McDonald                               | Egyéni      | 1263      | 16.       | 292          | 24.          | kiesett     | kiesett     | kiesett  | kiesett  | kiesett | kiesett  |
| Daniel Desnoyers                            | Egyéni      | 1215      | 51.       | kiesett      | kiesett      | kiesett     | kiesett     | kiesett  | kiesett  | kiesett | kiesett  |
| Denis Canuel                                | Egyéni      | 1201      | 58.       | kiesett      | kiesett      | kiesett     | kiesett     | kiesett  | kiesett  | kiesett | kiesett  |
| Denis Canuel Daniel Desnoyers John McDonald | Csapat      | 3679      | 16.       |              |              |             |             | kiesett  | kiesett  | kiesett | kiesett  |

Női
| Versenyző     | Versenyszám | Selejtező | Selejtező | Nyolcaddöntő | Nyolcaddöntő | Negyeddöntő | Negyeddöntő | Elődöntő | Elődöntő | Döntő   | Döntő    |
| Versenyző     | Versenyszám | Pont      | Hely.     | Pont         | Hely.        | Pont        | Hely.       | Pont     | Hely.    | Pont    | Helyezés |
| ------------- | ----------- | --------- | --------- | ------------ | ------------ | ----------- | ----------- | -------- | -------- | ------- | -------- |
| Brenda Cuming | Egyéni      | 1217      | 34.       | kiesett      | kiesett      | kiesett     | kiesett     | kiesett  | kiesett  | kiesett | kiesett  |

## Kajak-kenu
Férfi
| Versenyző                                             | Versenyszám         | Előfutam       | Előfutam       | Előfutam       | Vigaszág       | Vigaszág       | Vigaszág       | Elődöntő | Elődöntő | Elődöntő | Döntő   | Döntő    |
| Versenyző                                             | Versenyszám         | Idő            | Hely.          | Össz.          | Idő            | Hely.          | Össz.          | Idő      | Hely.    | Össz.    | Idő     | Helyezés |
| ----------------------------------------------------- | ------------------- | -------------- | -------------- | -------------- | -------------- | -------------- | -------------- | -------- | -------- | -------- | ------- | -------- |
| Renn Crichlow                                         | Kajak egyes 500 m   | 1:47,53        | 6.             | 12.            | verseny nélkül | verseny nélkül | verseny nélkül | 1:46,51  | 4.       | 11.      | kiesett | kiesett  |
| Carl Beaumier                                         | Kajak egyes 1000 m  | 4:00,63        | 5.             | 16.            | 3:55,27        | 3.             | 6.             | 3:55,86  | 5.       | 15.      | kiesett | kiesett  |
| Alwyn Morris Hugh Fisher                              | Kajak kettes 500 m  | 1:39,39        | 6.             | 15.            | 1:43,03        | 4.             | 8.             | 1:36,00  | 4.       | 10.      | kiesett | kiesett  |
| Don Brien Colin Shaw                                  | Kajak kettes 1000 m | 3:35,30        | 6.             | 16.            | 3:38,74        | 2.             | 8.             | 3:30,29  | 5.       | 11.      | kiesett | kiesett  |
| Don Brien Colin Shaw Kenneth Padvaiskas Renn Crichlow | Kajak négyes 1000 m | 3:31,62        | 6.             | 18.            | 3:16,80        | 3.             | 6.             | 3:15,03  | 4.       | 12.      | kiesett | kiesett  |
| Larry Cain                                            | Kenu egyes 500 m    | verseny nélkül | verseny nélkül | verseny nélkül | erőnyerő       | erőnyerő       | erőnyerő       | 1:56,24  | 4.       | 9.       | kiesett | kiesett  |
| Larry Cain                                            | Kenu egyes 1000 m   | 4:09,50        | 2.             | 4.             | erőnyerő       | erőnyerő       | erőnyerő       | 4:07,47  | 1.       | 3.       | 4:20,70 | 4.       |
| David Frost Eric Smith                                | Kenu kettes 500 m   | 1:46,93        | 5.             | 11.            | 1:53,07        | 2.             | 4.             | 1:49,92  | 5.       | 10.      | kiesett | kiesett  |
| David Frost Eric Smith                                | Kenu kettes 1000 m  | 3:58,14        | 4.             | 11.            | 4:06,93        | 3.             | 3.             | 3:57,34  | 4.       | 10.      | kiesett | kiesett  |

Női
| Versenyző                                                | Versenyszám        | Előfutam | Előfutam | Előfutam | Vigaszág | Vigaszág | Vigaszág | Elődöntő | Elődöntő | Elődöntő | Döntő   | Döntő    |
| Versenyző                                                | Versenyszám        | Idő      | Hely.    | Össz.    | Idő      | Hely.    | Össz.    | Idő      | Hely.    | Össz.    | Idő     | Helyezés |
| -------------------------------------------------------- | ------------------ | -------- | -------- | -------- | -------- | -------- | -------- | -------- | -------- | -------- | ------- | -------- |
| Caroline Brunet                                          | Kajak egyes 500 m  | 2:00,82  | 5.       | 11.      |          |          |          | 2:08,34  | 5.       | 13.      | kiesett | kiesett  |
| Barb Olmsted Sheila Taylor                               | Kajak kettes 500 m | 1:52,45  | 4.       | 8.       | 1:54,56  | 2.       | 4.       | 1:52,62  | 3.       | 7.       | 1:51,03 | 8.       |
| Barb Olmsted Caroline Brunet Nancy Olmsted Sheila Taylor | Kajak négyes 500 m | 1:43,52  | 5.       | 10.      | 1:43,63  | 4.       | 4.       |          |          |          | kiesett | kiesett  |

## Kerékpározás

### Országúti kerékpározás
Férfi
| Versenyző                                               | Versenyszám     | Idő                  | Helyezés |
| ------------------------------------------------------- | --------------- | -------------------- | -------- |
| Yvan Waddell                                            | Mezőnyverseny   | 4:32:56 (+0:34)      | 29.      |
| Brian Walton                                            | Mezőnyverseny   | 4:32:56 (+0:34)      | 33.      |
| Gervais Rioux                                           | Mezőnyverseny   | 4:32:56 (+0:34)      | 73.      |
| Chris Koberstein David Spears Yvan Waddell Brian Walton | Csapat időfutam | 2:04:09,0 (+06:21,3) | 13.      |

Női
| Versenyző              | Versenyszám   | Idő             | Helyezés |
| ---------------------- | ------------- | --------------- | -------- |
| Geneviève Robic-Brunet | Mezőnyverseny | 2:00:52 (+0:00) | 4.       |
| Kelly-Ann Way          | Mezőnyverseny | 2:00:52 (+0:00) | 38.      |
| Sara Neil              | Mezőnyverseny | 2:00:52 (+0:00) | 39.      |

### Pálya-kerékpározás
Sprintversenyek
| Versenyző    | Versenyszám  | Selejtező | Selejtező | 1. forduló                                                  | 1. forduló | Vigaszág                                                              | Vigaszág | 2. forduló                                      | 2. forduló | Vigaszág                  | Vigaszág | Negyeddöntő          | 5–8. helyért           | 5–8. helyért | Elődöntő             | Döntő                | Helyezés |
| Versenyző    | Versenyszám  | Idő       | Hely.     | Ellenfelek Győztes idő                                      | Hely.      | Ellenfelek Győztes idő                                                | Hely.    | Ellenfelek Győztes idő                          | Hely.      | Ellenfél Győztes idő      | Hely.    | Ellenfél Győztes idő | Ellenfelek Győztes idő | Hely.        | Ellenfél Győztes idő | Ellenfél Győztes idő | Helyezés |
| ------------ | ------------ | --------- | --------- | ----------------------------------------------------------- | ---------- | --------------------------------------------------------------------- | -------- | ----------------------------------------------- | ---------- | ------------------------- | -------- | -------------------- | ---------------------- | ------------ | -------------------- | -------------------- | -------- |
| Curt Harnett | Férfi egyéni | 11,144    | 13.       | Vratislav Šustr (TCH) · Paul Réneau (BIZ) · 11,21           | 2.         | Ken Carpenter (USA) · Rosman Alwi (MAS) · Vincent Lynch (BAR) · 11,26 | 1.       | Erik Schoefs (BEL) · Gary Neiwand (AUS) · 11,27 | 2.         | Frank Weber (FRG) · 11,39 | 2.       | kiesett              | kiesett                | kiesett      | kiesett              | kiesett              | kiesett  |
| Beth Tabor   | Női egyéni   | 12,588    | 12.       | Connie Paraskevin-Young (USA) · Julie Speight (AUS) · 12,11 | 3.         | Jang Hsziu-csen (Yang Hsiu-Chen) (TPE) · 12,80                        | 2.       |                                                 |            |                           |          | kiesett              | kiesett                | kiesett      | kiesett              | kiesett              | kiesett  |

Időfutam
| Név          | Versenyszám  | Idő      | Helyezés |
| ------------ | ------------ | -------- | -------- |
| Curt Harnett | Férfi egyéni | 1:06,291 | 11.      |

Pontverseny
| Név               | Versenyszám | Selejtező | Selejtező  | Selejtező | Döntő | Döntő      | Döntő    |
| Név               | Versenyszám | Pont      | Körhátrány | Hely.     | Pont  | Körhátrány | Helyezés |
| ----------------- | ----------- | --------- | ---------- | --------- | ----- | ---------- | -------- |
| Gianni Vignaduzzi | Férfi       | 3         | -1         | 12.       | 7     | -3         | 17.      |

## Kosárlabda

### Férfi
| Kanadai férfi kosárlabdacsapat-játékoskeret                                                           | Kanadai férfi kosárlabdacsapat-játékoskeret                                               |
| --- | ----------------------------------------------------------------------------------------- |
| - Alan Kristmanson - Barry Mungar - David Turcotte - Dwight Walton - Eli Pasquale - Gerald Kazanowski | - Jay Triano - John Hatch - Karl Tilleman - Norman Clarke - Romel Raffin - Wayne Yearwood |

#### Eredmények
Csoportkör
B csoport
| Csapat                 | M | Gy | V | P+  | P–  | Pk   |
| ---------------------- | - | -- | - | --- | --- | ---- |
| Egyesült Államok (USA) | 5 | 5  | 0 | 485 | 302 | +183 |
| Spanyolország (ESP)    | 5 | 4  | 1 | 484 | 435 | +49  |
| Brazília (BRA)         | 5 | 3  | 2 | 590 | 522 | +68  |
| Kanada (CAN)           | 5 | 2  | 3 | 479 | 455 | +24  |
| Kína (CHN)             | 5 | 1  | 4 | 431 | 527 | –96  |
| Egyiptom (EGY)         | 5 | 0  | 5 | 338 | 566 | –228 |

| 1988. szeptember 17. | Brazília (BRA) | 125–109 | Kanada (CAN) |  |
| 1988. szeptember 17. | (56–45)        |         |              |  |

| 1988. szeptember 20. | Kanada (CAN) | 70–76 | Egyesült Államok (USA) |  |
| 1988. szeptember 20. | (42–40)      |       |                        |  |

| 1988. szeptember 21. | Kanada (CAN) | 117–64 | Egyiptom (EGY) |  |
| 1988. szeptember 21. | (61–32)      |        |                |  |

| 1988. szeptember 23. | Kanada (CAN) | 84–94 | Spanyolország (ESP) |  |
| 1988. szeptember 23. | (51–45)      |       |                     |  |

| 1988. szeptember 24. | Kanada (CAN) | 99–96 | Kína (CHN) |  |
| 1988. szeptember 24. | (56–52)      |       |            |  |

Negyeddöntő
| 1988. szeptember 26. | Jugoszlávia (YUG) | 96–73 | Kanada (CAN) |  |
| 1988. szeptember 26. | (40–26)           |       |              |  |

Az 5–8. helyért
| 1988. szeptember 28. | Kanada (CAN) | 96–91 | Spanyolország (ESP) |  |
| 1988. szeptember 28. | (41–42)      |       |                     |  |

Az 5. helyért
| 1988. szeptember 30. | Brazília (BRA) | 106–90 | Kanada (CAN) |  |
| 1988. szeptember 30. | (43–39)        |        |              |  |

| Csapat       | Helyezés |
| ------------ | -------- |
| Kanada (CAN) | 6.       |

## Lovaglás
Díjlovaglás
| Versenyző                                                          | Ló           | Versenyszám | Selejtező | Selejtező | Döntő   | Döntő    |
| Versenyző                                                          | Ló           | Versenyszám | Pont      | Hely.     | Pont    | Helyezés |
| ------------------------------------------------------------------ | ------------ | ----------- | --------- | --------- | ------- | -------- |
| Cindy Neale-Ishoy                                                  | Dynasty      | Egyéni      | 1363      | 10.       | 1401    | 4.       |
| Gina Smith                                                         | Malte        | Egyéni      | 1298      | 18.       | 1326    | 12.      |
| Ashley Nicoll-Holzer                                               | Reipo        | Egyéni      | 1308      | 15.*      | 1296    | 16.      |
| Eva-Maria Pracht                                                   | Emirage      | Egyéni      | 1255      | 29.       | kiesett | kiesett  |
| Cindy Neale-Ishoy Ashley Nicoll-Holzer Gina Smith Eva-Maria Pracht | lásd fentebb | Csapat      |           |           | 3969    |          |

* - egy másik versenyzővel azonos eredményt ért el
Díjugratás
| Versenyző                                                       | Ló             | Versenyszám | Selejtező | Selejtező | Selejtező | Selejtező | Döntő   | Döntő   | Döntő    | Döntő    | Döntő    |         |         |
| Versenyző                                                       | Ló             | Versenyszám | 1. kör    | 2. kör    | Össz.     | Össz.     | 1. kör  | 1. kör  | 2. kör   | Össz.    | Össz.    |         |         |
| Versenyző                                                       | Ló             | Versenyszám | Pont      | Pont      | Pont      | Hely.     | Pont    | Hely.   | Pont     | Pont     | Helyezés |         |         |
| --------------------------------------------------------------- | -------------- | ----------- | --------- | --------- | --------- | --------- | ------- | ------- | -------- | -------- | -------- | ------- | ------- |
| Ian Millar                                                      | Big Ben        | Egyéni      | 69,50     | 56,00     | 125,50    | 8.        | 0,75    | 3.      | 12,25    | 13,00    | 15.      |         |         |
| Lisa Carlsen                                                    | Kahlua         | Egyéni      | 69,50     | 73,50     | 143,00    | 1.        | 4,00    | 4.      | kizárták | kizárták | kizárták |         |         |
| Mario Deslauriers                                               | Box Car Willie | Egyéni      | 61,50     | 56,00     | 117,50    | 14.       | 15,75   | 30.     | kiesett  | kiesett  | kiesett  | kiesett | kiesett |
| John Anderson                                                   | Goby           | Egyéni      | kizárták  | 56,00     | 56,00     | 49.       | kiesett | kiesett | kiesett  | kiesett  | kiesett  |         |         |
| Ian Millar Mario Deslauriers Lisa Carlsen Laura Tidball-Balisky | lásd fentebb   | Csapat      |           |           |           |           | 16,00   | 3.**    | 12,75    | 28,75    | 4.       |         |         |

** - két másik csapattal azonos eredményt ért el
Lovastusa
| Versenyző             | Ló           | Versenyszám | Díjlovaglás | Díjlovaglás | Tereplovaglás | Tereplovaglás | Díjugratás | Díjugratás | Végeredmény | Végeredmény |
| Versenyző             | Ló           | Versenyszám | Bünt.       | Hely.       | Bünt.         | Hely.         | Bünt.      | Hely.      | Bünt.       | Helyezés    |
| --------------------- | ------------ | ----------- | ----------- | ----------- | ------------- | ------------- | ---------- | ---------- | ----------- | ----------- |
| Nicholas Holmes-Smith | Espionage    | Egyéni      | 71,80       | 31.         | 45,60         | 16.           | 0,00       | 1.         | 117,40      | 14.         |
| Jo Tudor              | Sparrow Hawk | Egyéni      | 75,60       | 37.         | nem ért célba | nem ért célba | kiesett    | kiesett    | kiesett     | kiesett     |

## Műugrás
Férfi
| Versenyző         | Versenyszám        | Selejtező | Selejtező | Döntő   | Döntő    |
| Versenyző         | Versenyszám        | Pont      | Helyezés  | Pont    | Helyezés |
| ----------------- | ------------------ | --------- | --------- | ------- | -------- |
| Larry Flewwelling | Egyéni műugrás     | 541,14    | 17.       | kiesett | kiesett  |
| David Bédard      | Egyéni műugrás     | 532,62    | 20.       | kiesett | kiesett  |
| David Bédard      | Egyéni toronyugrás | 524,10    | 9.        | 499,53  | 11.      |
| Jeffrey Hirst     | Egyéni toronyugrás | 453,99    | 20.       | kiesett | kiesett  |

Női
| Versenyző     | Versenyszám        | Selejtező | Selejtező | Döntő   | Döntő    |
| Versenyző     | Versenyszám        | Pont      | Helyezés  | Pont    | Helyezés |
| ------------- | ------------------ | --------- | --------- | ------- | -------- |
| Barbara Bush  | Egyéni műugrás     | 434,34    | 10.       | 429,18  | 11.      |
| Debbie Fuller | Egyéni műugrás     | 453,48    | 9.        | 450,30  | 9.       |
| Debbie Fuller | Egyéni toronyugrás | 366,42    | 9.        | 340,89  | 10.      |
| Wendy Fuller  | Egyéni toronyugrás | 347,73    | 13.       | kiesett | kiesett  |

## Ökölvívás
| Versenyző        | Versenyszám     | Selejtező                            | 32-es főtábla                           | Nyolcaddöntő                   | Negyeddöntő                  | Elődöntő                                    | Döntő                    | Helyezés |
| Versenyző        | Versenyszám     | Ellenfél Eredmény                    | Ellenfél Eredmény                       | Ellenfél Eredmény              | Ellenfél Eredmény            | Ellenfél Eredmény                           | Ellenfél Eredmény        | Helyezés |
| ---------------- | --------------- | ------------------------------------ | --------------------------------------- | ------------------------------ | ---------------------------- | ------------------------------------------- | ------------------------ | -------- |
| Scotty Olson     | Papírsúly       | erőnyerő                             | Washington Banian (PNG) · KO            | Wayne McCullough (IRL) · 5:0   | Michael Carbajal (USA) · 0:5 | kiesett                                     | kiesett                  | 5.       |
| Jamie Pagendam   | Pehelysúly      | Tserendorjiin Amarjargal (MGL) · RSC | Kirkor Kirkorov (BUL) · mérkőzés nélkül | kiesett                        | kiesett                      | kiesett                                     | kiesett                  | 17.      |
| Asif Kamran Dar  | Könnyűsúly      | erőnyerő                             | Phat Hongram (THA) · RSC                | kiesett                        | kiesett                      | kiesett                                     | kiesett                  | 17.      |
| Howard Grant     | Kisváltósúly    | erőnyerő                             | Andreas Otto (GDR) · RSC                | Lars Myrberg (SWE) · 1:4       | kiesett                      | kiesett                                     | kiesett                  | 9.       |
| Manny Sobral     | Váltósúly       | Joni Nyman (FIN) · 1:5               | kiesett                                 | kiesett                        | kiesett                      | kiesett                                     | kiesett                  | 33.      |
| Ray Downey       | Nagyváltósúly   | Jorge Oscar López (ARG) · 5:0        | Norbert Nieroba (FRG) · 3:2             | Abrar Hussain Syed (PAK) · 5:0 | Martin Kitel (SWE) · 5:0     | Pak Sihon (Park Si-Heon) (KOR) · 0:5        | kiesett                  |          |
| Egerton Marcus   | Középsúly       | erőnyerő                             | Emmanuel Legaspi (PHI) · KO             | Darko Dukić (YUG) · KO         | Sven Ottke (FRG) · 5:0       | Syed Hussain Shah (PAK) · 4:1               | Henry Maske (GDR) · 0:5  |          |
| Brent Kosolofski | Félnehézsúly    |                                      | Ahmed El-Masri (LIB) · RSC              | Andrea Magi (ITA) · 1:4        | kiesett                      | kiesett                                     | kiesett                  | 9.       |
| Tom Glesby       | Nehézsúly       |                                      | Claus Børge Nielsen (DEN) · RSC         | Alvics Gyula (HUN) · RSC       | kiesett                      | kiesett                                     | kiesett                  | 9.       |
| Lennox Lewis     | Szupernehézsúly |                                      | erőnyerő                                | Crispine Odera (KEN) · RSC     | Ulli Kaden (GDR) · RSC       | Janusz Zarenkiewicz (POL) · mérkőzés nélkül | Riddick Bowe (USA) · RSC |          |

RSC – a mérkőzésvezető megállította a mérkőzést

## Öttusa
| Versenyző                                    | Versenyszám | Lovaglás | Lovaglás | Lovaglás | Vívás    | Vívás | Vívás | Úszás   | Úszás | Úszás | Lövészet | Lövészet | Lövészet | Futás    | Futás | Futás | Összesen    | Összesen |
| Versenyző                                    | Versenyszám | Idő      | Pont     | Hely.    | Pontszám | Pont  | Hely. | Idő     | Pont  | Hely. | Eredmény | Pont     | Hely.    | Idő      | Pont  | Hely. | Összes pont | Helyezés |
| -------------------------------------------- | ----------- | -------- | -------- | -------- | -------- | ----- | ----- | ------- | ----- | ----- | -------- | -------- | -------- | -------- | ----- | ----- | ----------- | -------- |
| Lawrence Keyte                               | Egyéni      | 1:46,84  | 1032     | 13.      | 22–42    | 609   | 57.   | 3:42,90 | 1092  | 55.   | 191      | 934      | 22.      | 13:15,28 | 1180  | 13.   | 4847        | 33.      |
| Nicholas Fekete                              | Egyéni      | 1:50,62  | 1024     | 15.      | 28–36    | 711   | 43.   | 3:34,37 | 1160  | 39.   | 192      | 956      | 17.      | 14:37,88 | 934   | 53.   | 4785        | 40.      |
| Barry Kennedy                                | Egyéni      | 1:39,93  | 770      | 52.      | 29–35    | 728   | 39.   | 3:38,23 | 1128  | 48.   | 194      | 1000     | 11.      | 13:58,52 | 1051  | 34.   | 4677        | 44.      |
| Lawrence Keyte Nicholas Fekete Barry Kennedy | Csapat      |          | 2826     | 9.       |          | 2048  | 15.   |         | 3380  | 15.   |          | 2890     | 5.       |          | 3165  | 12.   | 14309       | 10.      |

## Sportlövészet
Férfi
| Versenyző             | Versenyszám           | Selejtező | Selejtező | Döntő   | Döntő    |
| Versenyző             | Versenyszám           | Pont      | Helyezés  | Pont    | Helyezés |
| --------------------- | --------------------- | --------- | --------- | ------- | -------- |
| Mark Howkins          | Gyorstüzelő pisztoly  | 584       | 29.       | kiesett | kiesett  |
| Jean-François Sénécal | Sportpuska, összetett | 1164      | 25.       | kiesett | kiesett  |
| Mart Klepp            | Sportpuska, összetett | 1157      | 36.       | kiesett | kiesett  |
| Mart Klepp            | Légpuska              | 588       | 14.       | kiesett | kiesett  |
| Guy Lorion            | Légpuska              | 585       | 25.       | kiesett | kiesett  |
| Michael Ashcroft      | Sportpuska, fekvő     | 597       | 5.        | 698,5   | 8.       |
| Pat Vamplew           | Sportpuska, fekvő     | 594       | 24.       | kiesett | kiesett  |
| David Lee             | Futócéllövészet       | 573       | 21.       | kiesett | kiesett  |

Női
| Versenyző                  | Versenyszám           | Selejtező | Selejtező | Döntő   | Döntő    |
| Versenyző                  | Versenyszám           | Pont      | Helyezés  | Pont    | Helyezés |
| -------------------------- | --------------------- | --------- | --------- | ------- | -------- |
| Sharon Bowes               | Légpuska              | 394       | 4.        | 493,1   | 7.       |
| Sharon Bowes               | Sportpuska, összetett | 584       | 4.        | 680,5   | 5.       |
| Christina Schulze-Ashcroft | Légpuska              | 387       | 22.       | kiesett | kiesett  |
| Christina Schulze-Ashcroft | Sportpuska, összetett | 577       | 19.       | kiesett | kiesett  |

Nyílt
| Versenyző     | Versenyszám | Selejtező | Selejtező | Döntő   | Döntő    |
| Versenyző     | Versenyszám | Pont      | Helyezés  | Pont    | Helyezés |
| ------------- | ----------- | --------- | --------- | ------- | -------- |
| John Primrose | Trap        | 190       | 18.       | kiesett | kiesett  |
| Sue Nattrass  | Trap        | 141       | 30.       | kiesett | kiesett  |
| George Leary  | Trap        | 140       | 33.       | kiesett | kiesett  |
| Don Kwasnycia | Skeet       | 144       | 27.       | kiesett | kiesett  |

## Súlyemelés
| Versenyző     | Versenyszám | Szakítás | Szakítás | Lökés    | Lökés    | Összesen | Helyezés |
| Versenyző     | Versenyszám | Eredmény | Helyezés | Eredmény | Helyezés | Összesen | Helyezés |
| ------------- | ----------- | -------- | -------- | -------- | -------- | -------- | -------- |
| Langis Côté   | 67,5 kg     | 137,5    | 6.       | 160,0    | 11.      | 297,5    | 10.      |
| Guy Greavette | 90 kg       | 152,5    | 9.       | 185,0    | 10.      | 337,5    | 10.      |
| Denis Garon   | 100 kg      | 160,0    | 10.      | 222,5    | 2.       | 382,5    | 6.       |

## Szinkronúszás
| Versenyző                      | Versenyszám | Selejtező           | Selejtező           | Selejtező       | Selejtező  | Selejtező  | Döntő           | Döntő      | Döntő      |
| Versenyző                      | Versenyszám | Technikai gyakorlat | Technikai gyakorlat | Zenés gyakorlat | Összesítés | Összesítés | Zenés gyakorlat | Összesítés | Összesítés |
| Versenyző                      | Versenyszám | Pont                | Hely.               | Pont            | Pont       | Hely.      | Pont            | Pont       | Helyezés   |
| ------------------------------ | ----------- | ------------------- | ------------------- | --------------- | ---------- | ---------- | --------------- | ---------- | ---------- |
| Carolyn Waldo                  | Egyéni      | 101,150             | 1.                  | 98,20           | 199,350    | 1.         | 99,00           | 200,150    |            |
| Michelle Cameron               | Egyéni      | 96,683              | 5.                  | kiesett         | kiesett    | kiesett    | kiesett         | kiesett    | kiesett    |
| Karin Larsen                   | Egyéni      | 92,250              | 8.                  | kiesett         | kiesett    | kiesett    | kiesett         | kiesett    | kiesett    |
| Michelle Cameron Carolyn Waldo | Páros       | 98,917              | 1.                  | 98,40           | 197,317    | 1.         | 98,80           | 197,717    |            |

## Tenisz
Férfi
| Versenyző                     | Versenyszám | 64-es főtábla                              | 32-es főtábla                                                          | Nyolcaddöntő      | Negyeddöntő       | Elődöntő          | Döntő             | Helyezés |
| Versenyző                     | Versenyszám | Ellenfél Eredmény                          | Ellenfél Eredmény                                                      | Ellenfél Eredmény | Ellenfél Eredmény | Ellenfél Eredmény | Ellenfél Eredmény | Helyezés |
| ----------------------------- | ----------- | ------------------------------------------ | ---------------------------------------------------------------------- | ----------------- | ----------------- | ----------------- | ----------------- | -------- |
| Grant Connell                 | Egyes       | John Fitzgerald (AUS) · 6–4, 4–6, 6–2, 6–2 | Javier Sánchez Vicario (ESP) · 4–6, 4–6, 2–6                           | kiesett           | kiesett           | kiesett           | kiesett           | 17.      |
| Chris Pridham                 | Egyes       | Martín Jaite (ARG) · 1–6, 3–6, 2–6         | kiesett                                                                | kiesett           | kiesett           | kiesett           | kiesett           | 33.      |
| Martin Laurendeau             | Egyes       | Anders Järryd (SWE) · 6–7, 6–4, 5–7, 5–7   | kiesett                                                                | kiesett           | kiesett           | kiesett           | kiesett           | 33.      |
| Glenn Michibata Grant Connell | Páros       |                                            | Dánia (DEN) · Morten Christensen · Michael Tauson · 5–7, 2–6, 7–6, 5–7 | kiesett           | kiesett           | kiesett           | kiesett           | 17.      |

Női
| Versenyző                                | Versenyszám | 64-es főtábla                     | 32-es főtábla                | Nyolcaddöntő                                                         | Negyeddöntő                                                     | Elődöntő          | Döntő             | Helyezés |
| Versenyző                                | Versenyszám | Ellenfél Eredmény                 | Ellenfél Eredmény            | Ellenfél Eredmény                                                    | Ellenfél Eredmény                                               | Ellenfél Eredmény | Ellenfél Eredmény | Helyezés |
| ---------------------------------------- | ----------- | --------------------------------- | ---------------------------- | -------------------------------------------------------------------- | --------------------------------------------------------------- | ----------------- | ----------------- | -------- |
| Jill Hetherington                        | Egyes       | Ilana Berger (ISR) · 6–1, 6–4     | Pam Shriver (USA) · 2–6, 3–6 | kiesett                                                              | kiesett                                                         | kiesett           | kiesett           | 17.      |
| Helen Kelesi                             | Egyes       | Gisele Miró (BRA) · 5–7, 5–7      | kiesett                      | kiesett                                                              | kiesett                                                         | kiesett           | kiesett           | 33.      |
| Carling Bassett-Seguso                   | Egyes       | Nathalie Tauziat (FRA) · 6–7, 1–6 | kiesett                      | kiesett                                                              | kiesett                                                         | kiesett           | kiesett           | 33.      |
| Carling Bassett-Seguso Jill Hetherington | Páros       |                                   |                              | Argentína (ARG) · Gabriela Sabatini · Mercedes Paz · 7–6, 5–7, 20–18 | NSZK (FRG) · Steffi Graf · Claudia Kohde-Kilsch · 3–6, 6–3, 2–6 | kiesett           | kiesett           | 5.       |

## Torna
Férfi
| Versenyző                                                                         | Versenyszám      | Selejtező | Selejtező | Döntő    | Döntő    |
| Versenyző                                                                         | Versenyszám      | Pontszám  | Helyezés  | Pontszám | Helyezés |
| --------------------------------------------------------------------------------- | ---------------- | --------- | --------- | -------- | -------- |
| Curtis Hibbert                                                                    | Talaj            | 19,75     | 9.        | 9,875    | 8.       |
| Curtis Hibbert                                                                    | Ugrás            | 19,45     | 18.       | kiesett  | kiesett  |
| Curtis Hibbert                                                                    | Korlát           | 19,70     | 6.        | 9,850    | 6.       |
| Curtis Hibbert                                                                    | Nyújtó           | 19,70     | 4.        | 9,850    | 7.       |
| Curtis Hibbert                                                                    | Gyűrű            | 19,40     | 34.       | kiesett  | kiesett  |
| Curtis Hibbert                                                                    | Lólengés         | 18,75     | 72.       | kiesett  | kiesett  |
| Curtis Hibbert                                                                    | Egyéni összetett | 116,75    | 21.       | 116,825  | 22.      |
| Brad Peters                                                                       | Talaj            | 19,40     | 39.       | kiesett  | kiesett  |
| Brad Peters                                                                       | Ugrás            | 19,10     | 50.       | kiesett  | kiesett  |
| Brad Peters                                                                       | Korlát           | 19,40     | 39.       | kiesett  | kiesett  |
| Brad Peters                                                                       | Nyújtó           | 19,45     | 24.       | kiesett  | kiesett  |
| Brad Peters                                                                       | Gyűrű            | 19,25     | 48.       | kiesett  | kiesett  |
| Brad Peters                                                                       | Lólengés         | 19,45     | 28.       | kiesett  | kiesett  |
| Brad Peters                                                                       | Egyéni összetett | 116,05    | 34.       | 116,475  | 26.      |
| Lorne Bobkin                                                                      | Talaj            | 19,50     | 25.       | kiesett  | kiesett  |
| Lorne Bobkin                                                                      | Ugrás            | 19,35     | 26.       | kiesett  | kiesett  |
| Lorne Bobkin                                                                      | Korlát           | 19,30     | 50.       | kiesett  | kiesett  |
| Lorne Bobkin                                                                      | Nyújtó           | 18,80     | 68.       | kiesett  | kiesett  |
| Lorne Bobkin                                                                      | Gyűrű            | 18,60     | 79.       | kiesett  | kiesett  |
| Lorne Bobkin                                                                      | Lólengés         | 19,05     | 51.       | kiesett  | kiesett  |
| Lorne Bobkin                                                                      | Egyéni összetett | 114,60    | 56.       | kiesett  | kiesett  |
| James Rozon                                                                       | Talaj            | 18,90     | 72.       | kiesett  | kiesett  |
| James Rozon                                                                       | Ugrás            | 19,20     | 42.       | kiesett  | kiesett  |
| James Rozon                                                                       | Korlát           | 19,15     | 67.       | kiesett  | kiesett  |
| James Rozon                                                                       | Nyújtó           | 19,20     | 47.       | kiesett  | kiesett  |
| James Rozon                                                                       | Gyűrű            | 18,80     | 73.       | kiesett  | kiesett  |
| James Rozon                                                                       | Lólengés         | 18,85     | 66.       | kiesett  | kiesett  |
| James Rozon                                                                       | Egyéni összetett | 114,10    | 65.       | kiesett  | kiesett  |
| Alan Nolet                                                                        | Talaj            | 19,05     | 64.       | kiesett  | kiesett  |
| Alan Nolet                                                                        | Ugrás            | 19,05     | 58.       | kiesett  | kiesett  |
| Alan Nolet                                                                        | Korlát           | 18,70     | 82.       | kiesett  | kiesett  |
| Alan Nolet                                                                        | Nyújtó           | 19,25     | 38.       | kiesett  | kiesett  |
| Alan Nolet                                                                        | Gyűrű            | 18,95     | 67.       | kiesett  | kiesett  |
| Alan Nolet                                                                        | Lólengés         | 19,10     | 46.       | kiesett  | kiesett  |
| Alan Nolet                                                                        | Egyéni összetett | 114,10    | 65.       | kiesett  | kiesett  |
| Philippe Chartrand                                                                | Talaj            | 9,80      | 88.       | kiesett  | kiesett  |
| Philippe Chartrand                                                                | Ugrás            | 18,60     | 84.       | kiesett  | kiesett  |
| Philippe Chartrand                                                                | Korlát           | 19,55     | 25.       | kiesett  | kiesett  |
| Philippe Chartrand                                                                | Nyújtó           | 19,55     | 15.       | kiesett  | kiesett  |
| Philippe Chartrand                                                                | Gyűrű            | 19,35     | 39.       | kiesett  | kiesett  |
| Philippe Chartrand                                                                | Lólengés         | 18,95     | 59.       | kiesett  | kiesett  |
| Philippe Chartrand                                                                | Egyéni összetett | 105,80    | 86.       | kiesett  | kiesett  |
| Curtis Hibbert Brad Peters Lorne Bobkin Alan Nolet James Rozon Philippe Chartrand | Csapat összetett |           |           | 578,80   | 9.       |

Női
| Versenyző                                                                                   | Versenyszám      | Selejtező | Selejtező | Döntő    | Döntő    |
| Versenyző                                                                                   | Versenyszám      | Pontszám  | Helyezés  | Pontszám | Helyezés |
| ------------------------------------------------------------------------------------------- | ---------------- | --------- | --------- | -------- | -------- |
| Monica Covacci                                                                              | Talaj            | 19,400    | 34.       | kiesett  | kiesett  |
| Monica Covacci                                                                              | Ugrás            | 19,300    | 41.       | kiesett  | kiesett  |
| Monica Covacci                                                                              | Felemás korlát   | 18,875    | 72.       | kiesett  | kiesett  |
| Monica Covacci                                                                              | Gerenda          | 19,125    | 43.       | kiesett  | kiesett  |
| Monica Covacci                                                                              | Egyéni összetett | 76,700    | 50.       | 77,425   | 22.      |
| Janine Rankin                                                                               | Talaj            | 19,425    | 31.       | kiesett  | kiesett  |
| Janine Rankin                                                                               | Ugrás            | 19,275    | 43.       | kiesett  | kiesett  |
| Janine Rankin                                                                               | Felemás korlát   | 19,475    | 28.       | kiesett  | kiesett  |
| Janine Rankin                                                                               | Gerenda          | 18,850    | 63.       | kiesett  | kiesett  |
| Janine Rankin                                                                               | Egyéni összetett | 77,025    | 41.       | 76,787   | 31.      |
| Lori Strong                                                                                 | Talaj            | 19,075    | 52.       | kiesett  | kiesett  |
| Lori Strong                                                                                 | Ugrás            | 19,400    | 33.       | kiesett  | kiesett  |
| Lori Strong                                                                                 | Felemás korlát   | 19,550    | 19.       | kiesett  | kiesett  |
| Lori Strong                                                                                 | Gerenda          | 19,150    | 41.       | kiesett  | kiesett  |
| Lori Strong                                                                                 | Egyéni összetett | 77,175    | 38.       | 66,712   | 36.      |
| Larissa Lowing                                                                              | Talaj            | 18,975    | 63.       | kiesett  | kiesett  |
| Larissa Lowing                                                                              | Ugrás            | 19,100    | 51.       | kiesett  | kiesett  |
| Larissa Lowing                                                                              | Felemás korlát   | 19,375    | 38.       | kiesett  | kiesett  |
| Larissa Lowing                                                                              | Gerenda          | 18,775    | 68.       | kiesett  | kiesett  |
| Larissa Lowing                                                                              | Egyéni összetett | 76,225    | 57.       | kiesett  | kiesett  |
| Cathy Giancaspro                                                                            | Talaj            | 19,200    | 49.       | kiesett  | kiesett  |
| Cathy Giancaspro                                                                            | Ugrás            | 19,000    | 65.       | kiesett  | kiesett  |
| Cathy Giancaspro                                                                            | Felemás korlát   | 18,850    | 73.       | kiesett  | kiesett  |
| Cathy Giancaspro                                                                            | Gerenda          | 18,400    | 79.       | kiesett  | kiesett  |
| Cathy Giancaspro                                                                            | Egyéni összetett | 75,450    | 74.       | kiesett  | kiesett  |
| Christina McDonald                                                                          | Talaj            | 18,925    | 69.       | kiesett  | kiesett  |
| Christina McDonald                                                                          | Ugrás            | 18,325    | 84.       | kiesett  | kiesett  |
| Christina McDonald                                                                          | Felemás korlát   | 19,250    | 51.       | kiesett  | kiesett  |
| Christina McDonald                                                                          | Gerenda          | 18,575    | 77.       | kiesett  | kiesett  |
| Christina McDonald                                                                          | Egyéni összetett | 75,075    | 77.       | kiesett  | kiesett  |
| Lori Strong Janine Rankin Monica Covacci Larissa Lowing Cathy Giancaspro Christina McDonald | Csapat összetett |           |           | 383,750  | 11.      |

### Ritmikus gimnasztika
| Versenyző     | Versenyszám | Selejtező | Selejtező | Döntő   | Döntő    |
| Versenyző     | Versenyszám | Pont      | Hely.     | Pont    | Helyezés |
| ------------- | ----------- | --------- | --------- | ------- | -------- |
| Mary Fuzesi   | Egyéni      | 38,70     | 12.       | 58,450  | 10.      |
| Lise Gautreau | Egyéni      | 36,95     | 32.       | kiesett | kiesett  |

## Úszás
Férfi
| Versenyző                                                              | Versenyszám            | Előfutam | Előfutam | Előfutam | Döntő   | Döntő   | Döntő   | Helyezés |
| Versenyző                                                              | Versenyszám            | Idő      | Hely.    | Össz.    | Típus   | Idő     | Hely.   | Helyezés |
| ---------------------------------------------------------------------- | ---------------------- | -------- | -------- | -------- | ------- | ------- | ------- | -------- |
| Mark Andrews                                                           | 50 m gyors             | 23,44    | 1.       | 15.*     | B       | 23,64   | 7.      | 15.      |
| Sandy Goss                                                             | 100 m gyors            | 50,81    | 4.       | 14.      | B       | 50,73   | 2.      | 10.      |
| Turlough O'Hare                                                        | 400 m gyors            | 3:55,35  | 5.       | 17.      | B       | 3:54,33 | 3.      | 11.      |
| Gary Vandermeulen                                                      | 400 m gyors            | 3:57,99  | 8.       | 26.      | kiesett | kiesett | kiesett | kiesett  |
| Christopher Chalmers                                                   | 1500 m gyors           | 15:23,22 | 4.       | 16.      | kiesett | kiesett | kiesett | kiesett  |
| Harry Taylor                                                           | 1500 m gyors           | 15:30,31 | 5.       | 19.      | kiesett | kiesett | kiesett | kiesett  |
| Sean Murphy                                                            | 100 m hát              | 56,20    | 1.       | 6.*      | A       | 56,32   | 8.      | 8.       |
| Sean Murphy                                                            | 200 m hát              | 2:03,81  | 6.       | 17.      | kiesett | kiesett | kiesett | kiesett  |
| Mark Tewksbury                                                         | 200 m hát              | 2:04,02  | 6.       | 18.      | B       | 2:03,79 | 4.      | 12.      |
| Mark Tewksbury                                                         | 100 m hát              | 56,20    | 2.       | 6.*      | A       | 56,09   | 5.      | 5.       |
| Victor Davis                                                           | 100 m mell             | 1:02,48  | 1.       | 2.       | A       | 1:02,38 | 4.      | 4.       |
| Cam Grant                                                              | 100 m mell             | 1:05,10  | 8.       | 31.      | kiesett | kiesett | kiesett | kiesett  |
| Cam Grant                                                              | 200 m mell             | 2:17,62  | 3.       | 9.       | B       | 2:18,36 | 6.      | 14.      |
| Jon Cleveland                                                          | 200 m mell             | 2:16,87  | 2.       | 5.       | A       | 2:17,10 | 7.      | 7.       |
| Vlastimil Cerny                                                        | 100 m pillangó         | 54,66    | 4.       | 11.      | B       | 54,79   | 4.      | 12.      |
| Tom Ponting                                                            | 100 m pillangó         | 54,31    | 2.       | 7.       | A       | 54,09   | 7.      | 7.       |
| Tom Ponting                                                            | 200 m pillangó         | 2:00,08  | 3.       | 7.       | A       | 1:58,91 | 4.      | 4.       |
| Jon Kelly                                                              | 200 m pillangó         | 1:59,40  | 2.       | 5.       | A       | 1:59,48 | 7.      | 7.       |
| Jon Kelly                                                              | 400 m vegyes           | 4:24,62  | 5.       | 11.      | B       | 4:25,02 | 4.      | 12.      |
| Michael Meldrum                                                        | 400 m vegyes           | 4:31,74  | 8.       | 23.      | kiesett | kiesett | kiesett | kiesett  |
| Gary Anderson                                                          | 200 m vegyes           | 2:04,00  | 3.       | 5.       | A       | 2:06,35 | 8.      | 8.       |
| Darren Ward                                                            | 200 m vegyes           | 2:07,84  | 6.       | 21.      | kiesett | kiesett | kiesett | kiesett  |
| Mark Andrews Stephen Vandermeulen Vlastimil Cerny Sandy Goss           | 4 × 100 m gyorsváltó   | 3:23,85  | 2.       | 9.       | kiesett | kiesett | kiesett | kiesett  |
| Turlough O'Hare Sandy Goss Donald Haddow Gary Vandermeulen Darren Ward | 4 × 200 m gyorsváltó   | 7:26,28  | 4.       | 8.       | A       | 7:24,91 | 8.      | 8.       |
| Mark Tewksbury Victor Davis Tom Ponting Sandy Goss                     | 4 × 100 m vegyes váltó | 3:44,56  | 1.       | 3.       | A       | 3:39,28 | 2.      |          |

Női
| Versenyző                                                                       | Versenyszám            | Előfutam | Előfutam | Előfutam | Döntő   | Döntő   | Döntő   | Helyezés |
| Versenyző                                                                       | Versenyszám            | Idő      | Hely.    | Össz.    | Típus   | Idő     | Hely.   | Helyezés |
| ------------------------------------------------------------------------------- | ---------------------- | -------- | -------- | -------- | ------- | ------- | ------- | -------- |
| Kristin Topham                                                                  | 50 m gyors             | 26,50    | 5.       | 15.      | B       | 26,45   | 4.*     | 12.*     |
| Andrea Nugent                                                                   | 50 m gyors             | 26,60    | 6.       | 19.      | kiesett | kiesett | kiesett | kiesett  |
| Andrea Nugent                                                                   | 100 m pillangó         | 1:03,69  | 8.       | 23.      | kiesett | kiesett | kiesett | kiesett  |
| Andrea Nugent                                                                   | 100 m gyors            | 57,33    | 6.       | 17.      | kiesett | kiesett | kiesett | kiesett  |
| Jane Kerr                                                                       | 100 m gyors            | 57,55    | 5.       | 20.      | kiesett | kiesett | kiesett | kiesett  |
| Jane Kerr                                                                       | 100 m pillangó         | 1:02,91  | 7.       | 20.      | kiesett | kiesett | kiesett | kiesett  |
| Jane Kerr                                                                       | 200 m gyors            | 2:04,92  | 8.       | 28.      | kiesett | kiesett | kiesett | kiesett  |
| Patricia Noall                                                                  | 200 m gyors            | 2:02,31  | 4.       | 14.      | B       | 2:00,77 | 1.      | 9.       |
| Patricia Noall                                                                  | 400 m gyors            | 4:15,90  | 6.       | 16.      | B       | 4:14,70 | 5.      | 13.      |
| Debby Wurzburger                                                                | 800 m gyors            | 8:36,24  | 3.       | 9.       | kiesett | kiesett | kiesett | kiesett  |
| Lori Melien                                                                     | 100 m hát              | 1:04,29  | 5.       | 12.      | B       | 1:03,87 | 4.      | 12.      |
| Lori Melien                                                                     | 200 m hát              | 2:20,45  | 4.       | 19.      | kiesett | kiesett | kiesett | kiesett  |
| Keltie Duggan                                                                   | 100 m mell             | 1:10,95  | 5.       | 10.      | B       | 1:10,58 | 2.      | 10.      |
| Allison Higson                                                                  | 100 m mell             | 1:09,39  | 2.       | 3.       | A       | 1:08,86 | 4.      | 4.       |
| Allison Higson                                                                  | 200 m vegyes           | 2:19,54  | 4.       | 15.      | kiesett | kiesett | kiesett | kiesett  |
| Allison Higson                                                                  | 200 m mell             | 2:29,67  | 2.       | 4.       | A       | 2:29,60 | 7.      | 7.       |
| Guylaine Cloutier                                                               | 200 m mell             | 2:34,36  | 5.       | 16.      | B       | 2:33,55 | 7.      | 15.      |
| Mojca Cater                                                                     | 200 m pillangó         | 2:13,21  | 3.       | 10.      | B       | 2:12,66 | 1.      | 9.       |
| Donna McGinnis                                                                  | 200 m pillangó         | kizárták | kizárták | kizárták | kiesett | kiesett | kiesett | kiesett  |
| Kathy Bald Patricia Noall Andrea Nugent Jane Kerr Kristin Topham Allison Higson | 4 × 100 m gyorsváltó   | 3:49,20  | 5.       | 8.       | A       | 3:46,75 | 6.      | 6.       |
| Lori Melien Allison Higson Jane Kerr Andrea Nugent Keltie Duggan Patricia Noall | 4 × 100 m vegyes váltó | 4:14,23  | 2.       | 5.       | A       | 4:10,49 | 3.      |          |

* - egy másik versenyzővel azonos eredményt ért el

## Vitorlázás
Férfi
| Versenyző                       | Versenyszám    | Futam | Futam | Futam | Futam   | Futam  | Futam | Futam  | Pontszám | Helyezés |
| Versenyző                       | Versenyszám    | 1     | 2     | 3     | 4       | 5      | 6     | 7      | Pontszám | Helyezés |
| ------------------------------- | -------------- | ----- | ----- | ----- | ------- | ------ | ----- | ------ | -------- | -------- |
| Richard Myerscough              | Divízió II     | 14,0  | 13,0  | 28,0  | (52,0*) | 16,2** | 13,0  | 13,0   | 97,2     | 12.      |
| Lawrence Lemieux                | Finn dingi     | 19,0  | 10,0  | 26,0  | 18,0    | 3,0**  | 19,0  | (27,0) | 95,0     | 11.      |
| Gordon McIlquham Nigel Cochrane | 470-es osztály | 14,0  | 16,0  | 5,7   | 3,0     | (19,0) | 17,0  | 16,0   | 71,7     | 8.       |

Női
| Versenyző                  | Versenyszám    | Futam  | Futam | Futam | Futam | Futam | Futam | Futam | Pontszám | Helyezés |
| Versenyző                  | Versenyszám    | 1      | 2     | 3     | 4     | 5     | 6     | 7     | Pontszám | Helyezés |
| -------------------------- | -------------- | ------ | ----- | ----- | ----- | ----- | ----- | ----- | -------- | -------- |
| Gail Johnson Karen Johnson | 470-es osztály | (19,0) | 14,0  | 18,0  | 13,0  | 18,0  | 16,0  | 14,0  | 93,0     | 11.      |

Nyílt
| Versenyző                            | Versenyszám     | Futam  | Futam | Futam | Futam  | Futam  | Futam | Futam  | Pontszám | Helyezés |
| Versenyző                            | Versenyszám     | 1      | 2     | 3     | 4      | 5      | 6     | 7      | Pontszám | Helyezés |
| ------------------------------------ | --------------- | ------ | ----- | ----- | ------ | ------ | ----- | ------ | -------- | -------- |
| Bruce MacDonald Ross MacDonald       | Csillaghajó     | 5,7    | 17,0  | 18,0  | 3,0    | 0,0    | 20,0  | (28,0) | 63,7     | 6.       |
| Frank McLaughlin John Millen         | Repülő hollandi | 10,0   | 11,7  | 0,0   | (18,0) | 15,0   | 11,7  | 0,0    | 48,4     |          |
| Philip Gow Paul Thomson Stuart Flinn | Soling          | 14,0   | 18,0  | 19,0  | 3,0    | (27,0) | 19,0  | 16,0   | 89,0     | 12.      |
| Dave Sweeney Kevin Smith             | Tornádó         | (17,0) | 15,0  | 16,0  | 14,0   | 15,0   | 8,0   | 15,0   | 83,0     | 10.      |

* - kizárták

** - bírók által adott pontszám

## Vívás
Férfi
| Versenyző                                                                       | Versenyszám       | Selejtező | Selejtező | Selejtező | Selejtező | Selejtező | Selejtező | Főtábla                      | Főtábla           | Főtábla           | Vigaszág                    | Vigaszág                  | Vigaszág          | Vigaszág          | Negyeddöntő       | Elődöntő          | Döntő             | Helyezés |
| Versenyző                                                                       | Versenyszám       | 1. kör | 1. kör    | 2. kör | 2. kör    | 3. kör | 3. kör    | 1. kör                       | 2. kör            | 3. kör            | 1. kör                      | 2. kör                    | 3. kör            | 4. kör            | Negyeddöntő       | Elődöntő          | Döntő             | Helyezés |
| Versenyző                                                                       | Versenyszám       | Ellenfél Eredmény | Hely.     | Ellenfél Eredmény | Hely.     | Ellenfél Eredmény | Hely.     | Ellenfél Eredmény            | Ellenfél Eredmény | Ellenfél Eredmény | Ellenfél Eredmény           | Ellenfél Eredmény         | Ellenfél Eredmény | Ellenfél Eredmény | Ellenfél Eredmény | Ellenfél Eredmény | Ellenfél Eredmény | Helyezés |
| ------------------------------------------------------------------------------- | ----------------- | --- | --------- | --- | --------- | --- | --------- | ---------------------------- | ----------------- | ----------------- | --------------------------- | ------------------------- | ----------------- | ----------------- | ----------------- | ----------------- | ----------------- | -------- |
| Luc Rocheleau                                                                   | Tőr, egyéni       | 11. csoport · Zahi El-Khoury (LIB) · 5–1 · Vang Szan-caj (Wang San-Tsai) (TPE) · 5–1 · Marian Sypniewski (POL) · 5–3 · Emura Kódzsi (JPN) · 3–5 · Patrick Groc (FRA) · 1–5                                  | 4.        | 5. csoport · Kim Szungphjo (Kim Seung-Pyo) (KOR) · 4–5 · Kanacu Josihiko (JPN) · 5–1 · Donnie McKenzie (GBR) · 5–4 · İlqar Məmmədov (URS) · 4–5 · Bogusław Zych (POL) · 4–5 | 4.        | 7. csoport · Lao Sao-pej (Lao Shaopei) (CHN) · 5–4 · Leszek Bandach (POL) · 4–5 · Borisz Koreckij (URS) · 4–5 · Bill Gosbee (GBR) · 4–5                     | 4.        | Bogusław Zych (POL) · 3–10   |                   |                   | Bill Gosbee (GBR) · 10–6    | Gátai Róbert (HUN) · 1–10 | kiesett           | kiesett           | kiesett           | kiesett           | kiesett           | 21.      |
| Benoît Giasson                                                                  | Tőr, egyéni       | 10. csoport · Weng Tak Fung (HKG) · 5–3 · Michel Youssef (LIB) · 5–4 · Udo Wagner (GDR) · 5–2 · Laurent Bel (FRA) · 5–4 · Csang Cse-cseng (Zhang Zhicheng) (CHN) · 0–5                                      | 3.        | 1. csoport · Stephen Angers (CAN) · 5–4 · Jens Howe (GDR) · 5–3 · Jesús Esperanza (ESP) · 4–5 · Szekeres Pál (HUN) · 1–5 · Aljakszandr Ramanykov (URS) · 3–5                | 5.        | 5. csoport · Ola Kajbjer (SWE) · 4–5 · İlqar Məmmədov (URS) · 5–3 · Joachim Wendt (AUT) · 4–5 · Ulrich Schreck (FRG) · 2–5                                  | 4.        | Gátai Róbert (HUN) · 6–10    |                   |                   | Joachim Wendt (AUT) · 5–10  | kiesett                   | kiesett           | kiesett           | kiesett           | kiesett           | kiesett           | 31.      |
| Stephen Angers                                                                  | Tőr, egyéni       | 12. csoport · Léj Cung-man (Lee Chung Man) (HKG) · 3–5 · José Bandeira (POR) · 5–1 · Thierry Soumagne (BEL) · 4–5 · Lao Sao-pej (Lao Shaopei) (CHN) · 0–5 · Andrea Borella (ITA) · 3–5                      | 4.        | 1. csoport · Stephen Angers (CAN) · 5–4 · Jesús Esperanza (ESP) · 0–5 · Jens Howe (GDR) · 3–5 · Szekeres Pál (HUN) · 3–5 · Aljakszandr Ramanykov (URS) · 0–5                | 6.        | kiesett | kiesett   | kiesett                      | kiesett           | kiesett           | kiesett                     | kiesett                   | kiesett           | kiesett           | kiesett           | kiesett           | kiesett           | 48.      |
| Michel Dessureault                                                              | Párbajtőr, egyéni | 13. csoport · Saleh Sultan Farhan Faraj (BRN) · 3–5 · Khaled Jahrami (KUW) · 5–2 · Hugh Kernohan (GBR) · 5–3 · Johannes Nagele (AUT) · 4–5 · Stefano Pantano (ITA) · 1–5                                    | 3.        | 1. csoport · Ángel Fernández (ESP) · 5–5 · Rafael di Tella (ARG) · 5–2 · Michel Poffet (SUI) · 3–5 · Torsten Kühnemund (GDR) · 1–5                                          | 3.        | 7. csoport · Ma Cse (Ma Zhi) (CHN) · 5–4 · Douglas Fonseca (BRA) · 5–1 · Patrice Gaille (SUI) · 5–4 · Angelo Mazzoni (ITA) · 3–5 · Martin Brill (NZL) · 3–5 | 3.        | Philippe Riboud (FRA) · 3–10 |                   |                   | Patrice Gaille (SUI) · 9–10 | kiesett                   | kiesett           | kiesett           | kiesett           | kiesett           | kiesett           | 31.      |
| Alain Côté                                                                      | Párbajtőr, egyéni | 14. csoport · Ahmed Al-Doseri (BRN) · 4–5 · Douglas Fonseca (BRA) · 5–4 · Torsten Kühnemund (GDR) · 5–3 · Ángel Fernández (ESP) · 5–5 · Ma Cse (Ma Zhi) (CHN) · 2–5                                         | 5.        | kiesett | kiesett   | kiesett | kiesett   | kiesett                      | kiesett           | kiesett           | kiesett                     | kiesett                   | kiesett           | kiesett           | kiesett           | kiesett           | kiesett           | 61.      |
| Jean-Marc Chouinard                                                             | Párbajtőr, egyéni | 8. csoport · Juan Miguel Paz (COL) · 5–4 · Tu Csen-cseng (Du Zhencheng) (CHN) · 5–5 · Péter Vánky (SWE) · 3–5 · Pásztor Szabolcs (HUN) · 4–5                                                                | 5.        | kiesett | kiesett   | kiesett | kiesett   | kiesett                      | kiesett           | kiesett           | kiesett                     | kiesett                   | kiesett           | kiesett           | kiesett           | kiesett           | kiesett           | 63.      |
| Jean-Paul Banos                                                                 | Kard, egyéni      | 3. csoport · Percival Alger (PHI) · 5–1 · Mark Slade (GBR) · 5–2 · Csia Kuj-hua (Jia Guihua) (CHN) · 5–1 · Philippe Delrieu (FRA) · 1–5 · Gedővári Imre (HUN) · 2–5 · Vaszil Etropolszki (BUL) · 1–5        | 4.        | 3. csoport · Antonio García (ESP) · 5–4 · Szergej Mingyirgaszov (URS) · 4–5 · Jean-François Lamour (FRA) · 3–5 · Marco Marin (ITA) · 0–5                                    | 4.        | 1. csoport · Bujdosó Imre (HUN) · 3–5 · Giovanni Scalzo (ITA) · 4–5 · Felix Becker (FRG) · 4–5 · Andrej Alsan (URS) · 3–5 · Pierre Guichot (FRA) · 1–5      | 6.        | kiesett                      | kiesett           |                   | kiesett                     | kiesett                   |                   |                   | kiesett           | kiesett           | kiesett           | 22.      |
| Jean-Marie Banos                                                                | Kard, egyéni      | 2. csoport · Régis Avila (BRA) · 5–0 · Mike Lofton (USA) · 5–4 · Cseng Csao-kang (Zheng Zhaokang) (CHN) · 4–5 · Pierre Guichot (FRA) · 4–5 · Heorhij Pohoszov (URS) · 2–5 · Hriszto Etropolszki (BUL) · 0–5 | 5.        | 1. csoport · Tadeusz Piguła (POL) · 5–2 · Jürgen Nolte (FRG) · 1–5 · Philippe Delrieu (FRA) · 1–5 · Vaszil Etropolszki (BUL) · 4–5                                          | 5.        | kiesett | kiesett   | kiesett                      | kiesett           |                   | kiesett                     | kiesett                   |                   |                   | kiesett           | kiesett           | kiesett           | 25.      |
| Wulfe Balk                                                                      | Kard, egyéni      | 6. csoport · I Bjongnam (Lee Byeong-Nam) (KOR) · 5–0 · Robert Kościelniakowski (POL) · 2–5 · Felix Becker (FRG) · 0–5 · Gianfranco Dalla Barba (ITA) · 1–5 · Szergej Mingyirgaszov (URS) · 0–5              | 5.        | 6. csoport · Steve Mormando (USA) · 2–5 · Giovanni Scalzo (ITA) · 3–5 · Hriszto Etropolszki (BUL) · 4–5 · Nébald György (HUN) · 0–5                                         | 5.        | kiesett | kiesett   | kiesett                      | kiesett           |                   | kiesett                     | kiesett                   |                   |                   | kiesett           | kiesett           | kiesett           | 28.      |
| Stephen Angers Benoît Giasson Danek Nowosielski Luc Rocheleau                   | Tőr, csapat       | 2. csoport · Szovjetunió (URS) · 1–9 · Lengyelország (POL) · 2–9 · Hongkong (HKG) · 9–1 | 3.        | |           | |           |                              |                   |                   |                             |                           |                   |                   | kiesett           | kiesett           | kiesett           | 11.      |
| Ian Bramall Jean-Marc Chouinard Alain Côté Michel Dessureault Danek Nowosielski | Párbajtőr, csapat | 2. csoport · Szovjetunió (URS) · 3–9 · Hollandia (NED) · 8–7 | 2.        | |           | |           | Svájc (SUI) · 6–9            |                   |                   |                             |                           |                   |                   | kiesett           | kiesett           | kiesett           | 12.      |
| Wulfe Balk Jean-Marie Banos Jean-Paul Banos Bruno Deschênes Tony Plourde        | Kard, csapat      | 3. csoport · Szovjetunió (URS) · 1–9 · Lengyelország (POL) · 3–9 · Kína (CHN) · 9–7 | 3.        | |           | |           |                              |                   |                   |                             |                           |                   |                   | kiesett           | kiesett           | kiesett           | 9.       |

Női
| Versenyző                                                                                            | Versenyszám | Selejtező | Selejtező | Selejtező | Selejtező | Selejtező | Selejtező | Főtábla           | Főtábla           | Vigaszág          | Vigaszág          | Negyeddöntő       | Elődöntő          | Döntő             | Helyezés |
| Versenyző                                                                                            | Versenyszám | 1. kör | 1. kör    | 2. kör | 2. kör    | 3. kör | 3. kör    | 1. kör            | 2. kör            | 1. kör            | 2. kör            | Negyeddöntő       | Elődöntő          | Döntő             | Helyezés |
| Versenyző                                                                                            | Versenyszám | Ellenfél Eredmény | Hely.     | Ellenfél Eredmény | Hely.     | Ellenfél Eredmény | Hely.     | Ellenfél Eredmény | Ellenfél Eredmény | Ellenfél Eredmény | Ellenfél Eredmény | Ellenfél Eredmény | Ellenfél Eredmény | Ellenfél Eredmény | Helyezés |
| --- | ----------- | --- | --------- | --- | --------- | --- | --------- | ----------------- | ----------------- | ----------------- | ----------------- | ----------------- | ----------------- | ----------------- | -------- |
| Madeleine Philion                                                                                    | Tőr, egyéni | 7. csoport · Morikava Akemi (JPN) · 1–5 · Jolanta Królikowska (POL) · 5–2 · Stefanek Gertrúd (HUN) · 5–4 · Margherita Zalaffi (ITA) · 1–5            | 3.        | 6. csoport · Luan Csü-csie (Luan Ju-jie) (CHN) · 4–5 · Laurence Modaine-Cessac (FRA) · 5–4 · Jolanta Królikowska (POL) · 5–3 · Olga Voscsakina (URS) · 5–4 · Elisabeta Guzganu-Tufan (ROU) · 4–5 | 3.        | 2. csoport · Fiona McIntosh (GBR) · 5–3 · Sabine Bau (FRG) · 5–3 · Jelena Glikina (URS) · 1–5 · Dorina Vaccaroni (ITA) · 4–5 · Sin Szongdzsa (Sin Seong-Ja) (KOR) · 1–5 | 5.        | kiesett           | kiesett           | kiesett           | kiesett           | kiesett           | kiesett           | kiesett           | 19.      |
| Jacynthe Poirier                                                                                     | Tőr, egyéni | 9. csoport · Alessandra Mariéthoz (SUI) · 0–5 · Olga Voscsakina (URS) · 5–3 · Thak Csongim (Tak Jeong-Im) (KOR) · 5–2 · Annapia Gandolfi (ITA) · 1–5 | 4.        | 4. csoport · Csu Csing-jüan (Zhu Qingyuan) (CHN) · 3–5 · Liz Thurley (GBR) · 5–2 · Fiona McIntosh (GBR) · 3–5 · Stefanek Gertrúd (HUN) · 0–5 · Caitlin Bilodeaux (USA) · 4–5                     | 5.        | kiesett | kiesett   | kiesett           | kiesett           | kiesett           | kiesett           | kiesett           | kiesett           | kiesett           | 31.      |
| Thalie Tremblay                                                                                      | Tőr, egyéni | 6. csoport · Andrea Piros (SUI) · 5–3 · Isabelle Spennato (FRA) · 3–5 · Elisabeta Guzganu-Tufan (ROU) · 0–5 · Liz Thurley (GBR) · 4–5                | 4.        | 2. csoport · Annapia Gandolfi (ITA) · 5–2 · Anna Sobczak (POL) · 4–5 · Isabelle Spennato (FRA) · 1–5 · Anja Fichtel-Mauritz (FRG) · 0–5 · Thak Csongim (Tak Jeong-Im) (KOR) · 4–5                | 6.        | kiesett | kiesett   | kiesett           | kiesett           | kiesett           | kiesett           | kiesett           | kiesett           | kiesett           | 34.      |
| Marie-Huguette Cormier Madeleine Philion Jacynthe Poirier Shelley Steiner-Wetterberg Thalie Tremblay | Tőr, csapat | 2. csoport · Magyarország (HUN) · 6–8 · Dél-Korea (KOR) · 3–9                                                                                        | 3.        | |           | |           |                   |                   |                   |                   | kiesett           | kiesett           | kiesett           | 9.       |